# Campionat del món d'escacs de 2012
El Campionat del món d'escacs de 2012 fou un matx d'escacs disputat entre el Campió del món regnant, Viswanathan Anand de l'Índia i Borís Guélfand d'Israel, guanyador del Torneig de Candidats. El matx va començar el 10 de maig de 2012 i acabà el 30 de maig, amb la victòria final d'Anand. Es disputà a l'edifici d'enginyeria de la Galeria Estatal Tretiakov de Moscou, per determinar el Campió del món, i fou organitzat per la FIDE, amb una bossa de premis de 2,55 milions de dòlars.
El campió defensor de la corona era n'Anand, qui ja va havia defensat anteriorment amb èxit el seu títol tot guanyant el Campionat del món d'escacs de 2010 contra en Vesselín Topàlov i que ha retingut el títol des de 2007. L'aspirant fou en Guélfand, qui va guanyar els matxs de Candidats previs, a vuit jugadors. La victòria final d'Anand, fou la seva tercera defensa consecutiva del títol.
Les condicions del matx preveien que es juguessin dotze partides a control de temps clàssic, essent guanyador el primer jugador que arribés als 6.5 punts. Com que el matx va acabar empatat 6-6 després de la dotzena partida, el 30 de maig es disputà una sèrie de partides a control de temps ràpid, per determinar el guanyador. Finalment es disputaren quatre partides, i Anand va esdevenir el guanyador final, en empatar-ne tres i obtenir una victòria en la segona partida.

## Seu
La seu definitiva de l'esdeveniment fou Moscou, a Rússia.
Durant el procés de tria, es van considerar, per ser seus:
- Londres, Regne Unit
- Chennai, Índia
- Moscou, Rússia
- Minsk, Belarús

El Consell Executiu de la FIDE va donar, durant el seu congrés de 2009 a Halkidiki una opció a Londres per organitzar el Campionat del Món de 2012, sempre que abans del 15 de febrer de 2010 executessin l'opció, cosa que implicava que la seu havia de fer una oferta d'un fons de premis similar a la del matx pel Campionat del món de 2010.
"Chess Promotions Limited", ens que organitza el London Chess Classic, va confirmar que Londres estava en negociacions per hostatjar el Campionat del món de 2012. Malgrat tot, després que la FIDE no estigués d'acord amb els termes del contracte presentat dins dels terminis acordats, l'opció va expirar el 28 de gener de 2011, i es va retirar la candidatura per organitzar l'esdeveniment a Londres, suposadament per la falta de temps per assumir amb èxit l'organització de l'esdeveniment.
Com a resultat, la FIDE obrí un procediment de sol·licituds per la celebració del matx pel Campionat del Món que es jugarà a partir del 10 d'abril de 2012, i fins al 31 de maig. Les organitzacions interessades a presentar ofertes per acollir l'esdeveniment tindran fins al 31 de juliol de 2011, a les 13:00 GMT per presentar els seus documents, incloent-hi una oferta econòmica concreta.
El 28 de juny, es va anunciar que Moscou havia presentat una candidatura per organitzar el Campionat del món d'escacs 2012.
El 13 de juliol, el govern de l'estat Tamil Nadu va anunciar una oferta de 20 milions de rupies (aprox. 4.500.000 $) per al matx, si se celebra a Chennai, Índia. Amb el Ministre Principal de l'Estat per garantir l'oferta, és probable que el matx se celebri a Chennai el 2012. Chennai és la ciutat natal del campió del món Viswanathan Anand.
No obstant això, es va informar el 14 de juliol de 2011 que Moscou i Minsk també estan interessades en l'organització d'aquest esdeveniment
En una entrevista pel diari rus Kommersant, de 29 de juliol de 2011, Borís Guélfand expressà la seva opinió sobre la proposta feta per Chennai. Guélfand deia que l'oferta de Moscou era l'única transparent, i no estava segur que existissin garanties financeres per la seu Índia. L'oferta de Chennai estava en llengua tàmil, i protestà que no era traduïda a l'anglès. En el passat, alguns matxs, inclosos els de Kaspàrov contra Ponomariov i contra Kassimdjanov es cancel·laren a causa de la manca de garanties financeres.
El 2 d'agost de 2011, la FIDE va anunciar que havia rebut ofertes de la Federació Russa d'Escacs (Moscou) i una segona de la Federació d'Escacs de l'Índia (Chennai). Totes dues estaven molt per sobre del fons de premis mínim requerit. La FIDE va anunciar que posaria en contacte els oferents i els jugadors, i declararia el guanyador de la licitació el 10 d'agost de 2011.
Kirsan Iliumjínov, el president de la FIDE, va dir al diari rus "Sport Express" que l'oferta econòmica no era l'únic criteri. Altres factors, inclosa la possibilitat de la propagació del "escacs a l'escola" del programa, i la popularització dels escacs en una regió en particular també serien considerats. També es tindrien en compte les opinions del campió i l'aspirant.
El 8 d'agost de 2011, la FIDE va anunciar que la Federació Russa d'Escacs havia guanyat la licitació i hostatjaria el matx a Moscou el maig de 2012. El fons de premis seria de 2,55 milions de dòlars americans. Skolkovo, un projectat centre d'innovació prop de Moscou, fou mencionat com a possible seu.
El 20 de febrer 2012 es va signar un acord entre la Federació Russa d'Escacs i la Galeria Tretyakov per organitzar-hi el matx pel Campionat Mundial. Andrei Filatov, el patrocinador del matx, creu que ajuntar els escacs i l'art pot obrir una nova pàgina en la història dels escacs.

## Regles del matx
El format del matx fou al millor de 12 partides. Els jugadors obtenien un punt per cada victòria i mig punt per les taules. El matx acabaria quan algun dels jugadors arribés a un mínim de 6½ punts. El control de temps era a 120 minuts, amb 60 minuts addicionals després de la jugada 40, 15 minuts addicionals després de la jugada 60, i 30 segons addicionals per cada moviment a partir de la jugada 61.

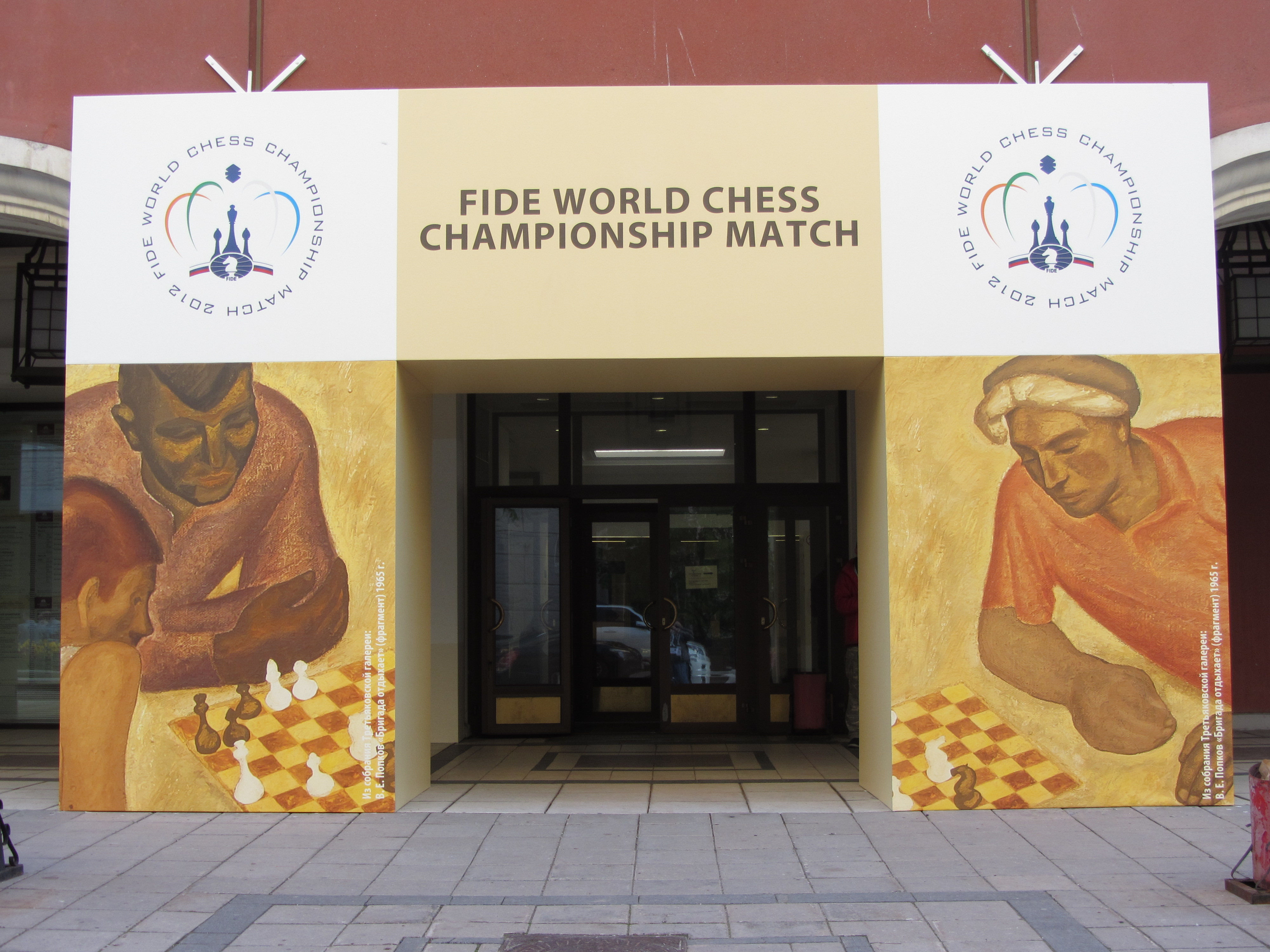
Seu del Campionat del món de 2012 a Moscou

En cas d'empat al final de les 12 partides, es disputarien sèries de desempat:
1. Es jugarien quatre partides semiràpides amb els colors sortejats. El ritme de joc per aquestes partides serà de 25 minuts més 10 segons per moviment.
2. Si el marcador estigués empatat després de les quatre partides anteriors, se sortejarien els colors i es jugarien dues partides blitz (5 minuts i 10 segons d'increment per jugada). Si el marcador seguís empatat després d'aquestes dues partides, se’n jugarien altres dues, en les mateixes condicions. El procés es repetiria, si calgués, fins a haver disputat cinc matxs de dues partides blitz.
3. Si el marcador seguís empatat després de les deu partides a blitz, es jugaria una partida a mort súbita, per sistema Armageddon per determinar el campió. Qui guanyi un sorteig a sorts triarà el color; les blanques tenen 5 minuts i les negres 4 minuts. A partir del moviment 61, hi haurà un increment de tres segons per moviment. En cas de taules, el campió serà el jugador que condueixi les negres.[22]

## Segons
Anand té el mateix grup de segons que el van ajudar en la seva preparació pel Campionat del món de 2008 i pel Campionat del món de 2010: Peter Heine Nielsen, Rustam Kassimdjanov, Surya Shekhar Ganguly i Radosław Wojtaszek.
Els segons de Guélfand per aquest matx inclouen Aleksandr Huzman, Pàvel Eliànov, i Maxim Rodshtein.
En una conferència de premsa, en Guélfand va confirmar l'especulació d'alguns mitjans que tenir més segons, però no va revelar qui eren.

## Resultats dels enfrontaments directes previs
Abans del matx de 2012 Anand i Guélfand havien jugat entre ells 35 partides a control de temps estàndard, amb un marcador de 6 victòries a 5 favorable a Anand. Guélfand va obtenir la seva darrera victòria el 1993.
| Marcador en enfrontaments directes | Marcador en enfrontaments directes | Marcador en enfrontaments directes | Marcador en enfrontaments directes | Marcador en enfrontaments directes | Marcador en enfrontaments directes |
|                                    |                                    | Anand                              | Taules                             | Guélfand                           | Total                              |
| ---------------------------------- | ---------------------------------- | ---------------------------------- | ---------------------------------- | ---------------------------------- | ---------------------------------- |
| Clàssic                            | Anand blanques                     | 5                                  | 10                                 | 0                                  | 15                                 |
| Clàssic                            | Guélfand blanques                  | 1                                  | 14                                 | 5                                  | 20                                 |
| Clàssic                            | Total                              | 6                                  | 24                                 | 5                                  | 35                                 |
| Semiràpides                        | Semiràpides                        | 8                                  | 19                                 | 1                                  | 28                                 |
| Blitz                              | Blitz                              | 3                                  | 4                                  | 0                                  | 7                                  |

## Quadre de resultats

### Fase regular

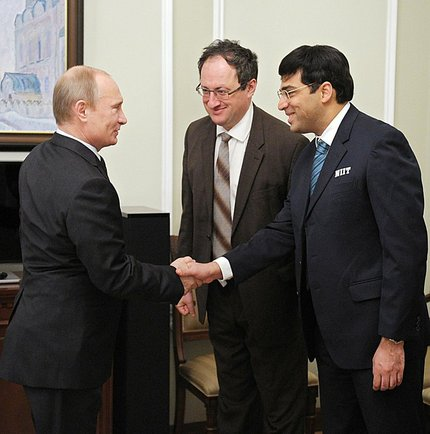
El president de Rússia Vladímir Putin saluda Anand i Guélfand després del matx

Les partides 1-12 estaven programades per les 15:00 temps local
| Núm.                                     | Data             | Anand | Guélfand | Marcador             |
| ---------------------------------------- | ---------------- | ----- | -------- | -------------------- |
| 1 Arxivat 2016-03-03 a Wayback Machine.  | Div. 11 de maig  | ½     | ½        | Matx empatat ½ - ½   |
| 2 Arxivat 2016-03-04 a Wayback Machine.  | Diss. 12 de maig | ½     | ½        | Matx empatat 1 - 1   |
| 3 Arxivat 2012-05-16 a Wayback Machine.  | Dll. 14 de maig  | ½     | ½        | Matx empatat 1½ - 1½ |
| 4 Arxivat 2012-05-20 a Wayback Machine.  | Dmt. 15 de maig  | ½     | ½        | Matx empatat 2 - 2   |
| 5 Arxivat 2012-05-19 a Wayback Machine.  | Dj. 17 de maig   | ½     | ½        | Matx empatat 2½ - 2½ |
| 6 Arxivat 2012-05-22 a Wayback Machine.  | Dv. 18 de maig   | ½     | ½        | Matx empatat 3 - 3   |
| 7 Arxivat 2012-05-22 a Wayback Machine.  | Dg. 20 de maig   | 0     | 1        | Guélfand líder 4 - 3 |
| 8 Arxivat 2012-05-24 a Wayback Machine.  | Dll. 21 de maig  | 1     | 0        | Matx empatat 4 - 4   |
| 9 Arxivat 2012-05-26 a Wayback Machine.  | Dx. 23 de maig   | ½     | ½        | Matx empatat 4½ - 4½ |
| 10 Arxivat 2012-05-26 a Wayback Machine. | Dj. 24 de maig   | ½     | ½        | Matx empatat 5 - 5   |
| 11 Arxivat 2012-05-29 a Wayback Machine. | Ds. 26 de maig   | ½     | ½        | Matx empatat 5½ - 5½ |
| 12 Arxivat 2012-05-31 a Wayback Machine. | Dg. 28 de maig   | ½     | ½        | Matx empatat 6 - 6   |

### Fase de desempat
| Partida                                  | Format       | Anand | Guélfand | Marcador             |
| ---------------------------------------- | ------------ | ----- | -------- | -------------------- |
| 13 Arxivat 2012-06-01 a Wayback Machine. | Semiràpides1 | ½     | ½        | Empat ½ – ½          |
| 14 Arxivat 2012-06-01 a Wayback Machine. | Semiràpides1 | 1     | 0        | Anand lidera 1½ – ½  |
| 15 Arxivat 2012-06-01 a Wayback Machine. | Semiràpides1 | ½     | ½        | Anand lidera 2 – 1   |
| 16 Arxivat 2012-05-31 a Wayback Machine. | Semiràpides1 | ½     | ½        | Anand guanya 2½ – 1½ |

^1  Control de temps per les partides semiràpides: 25 minuts més 10 segonds per moviment.

Totes les partides de desempat, programades pel 30 de maig, amb la partida número 13 programada per les 12:00 hora local.

## Partides

### Fase regular

#### Partida 1, 11 de maig: Anand-Guélfand ½-½
|   | a | b | c | d | e | f | g | h |   |
| 8 | c8 negres alfil · e8 negres rei · h8 negres torre · a7 negres torre · e7 negres peó · f7 negres peó · g7 negres alfil · h7 negres peó · a6 negres peó · c6 negres peó · d6 blanques peó · g6 negres peó · a5 negres dama · c5 negres peó · g5 blanques alfil · e4 blanques peó · c3 blanques peó · f3 blanques cavall · f2 blanques peó · g2 blanques peó · h2 blanques peó · b1 blanques torre · d1 blanques dama · f1 blanques torre · g1 blanques rei | c8 negres alfil · e8 negres rei · h8 negres torre · a7 negres torre · e7 negres peó · f7 negres peó · g7 negres alfil · h7 negres peó · a6 negres peó · c6 negres peó · d6 blanques peó · g6 negres peó · a5 negres dama · c5 negres peó · g5 blanques alfil · e4 blanques peó · c3 blanques peó · f3 blanques cavall · f2 blanques peó · g2 blanques peó · h2 blanques peó · b1 blanques torre · d1 blanques dama · f1 blanques torre · g1 blanques rei | c8 negres alfil · e8 negres rei · h8 negres torre · a7 negres torre · e7 negres peó · f7 negres peó · g7 negres alfil · h7 negres peó · a6 negres peó · c6 negres peó · d6 blanques peó · g6 negres peó · a5 negres dama · c5 negres peó · g5 blanques alfil · e4 blanques peó · c3 blanques peó · f3 blanques cavall · f2 blanques peó · g2 blanques peó · h2 blanques peó · b1 blanques torre · d1 blanques dama · f1 blanques torre · g1 blanques rei | c8 negres alfil · e8 negres rei · h8 negres torre · a7 negres torre · e7 negres peó · f7 negres peó · g7 negres alfil · h7 negres peó · a6 negres peó · c6 negres peó · d6 blanques peó · g6 negres peó · a5 negres dama · c5 negres peó · g5 blanques alfil · e4 blanques peó · c3 blanques peó · f3 blanques cavall · f2 blanques peó · g2 blanques peó · h2 blanques peó · b1 blanques torre · d1 blanques dama · f1 blanques torre · g1 blanques rei | c8 negres alfil · e8 negres rei · h8 negres torre · a7 negres torre · e7 negres peó · f7 negres peó · g7 negres alfil · h7 negres peó · a6 negres peó · c6 negres peó · d6 blanques peó · g6 negres peó · a5 negres dama · c5 negres peó · g5 blanques alfil · e4 blanques peó · c3 blanques peó · f3 blanques cavall · f2 blanques peó · g2 blanques peó · h2 blanques peó · b1 blanques torre · d1 blanques dama · f1 blanques torre · g1 blanques rei | c8 negres alfil · e8 negres rei · h8 negres torre · a7 negres torre · e7 negres peó · f7 negres peó · g7 negres alfil · h7 negres peó · a6 negres peó · c6 negres peó · d6 blanques peó · g6 negres peó · a5 negres dama · c5 negres peó · g5 blanques alfil · e4 blanques peó · c3 blanques peó · f3 blanques cavall · f2 blanques peó · g2 blanques peó · h2 blanques peó · b1 blanques torre · d1 blanques dama · f1 blanques torre · g1 blanques rei | c8 negres alfil · e8 negres rei · h8 negres torre · a7 negres torre · e7 negres peó · f7 negres peó · g7 negres alfil · h7 negres peó · a6 negres peó · c6 negres peó · d6 blanques peó · g6 negres peó · a5 negres dama · c5 negres peó · g5 blanques alfil · e4 blanques peó · c3 blanques peó · f3 blanques cavall · f2 blanques peó · g2 blanques peó · h2 blanques peó · b1 blanques torre · d1 blanques dama · f1 blanques torre · g1 blanques rei | c8 negres alfil · e8 negres rei · h8 negres torre · a7 negres torre · e7 negres peó · f7 negres peó · g7 negres alfil · h7 negres peó · a6 negres peó · c6 negres peó · d6 blanques peó · g6 negres peó · a5 negres dama · c5 negres peó · g5 blanques alfil · e4 blanques peó · c3 blanques peó · f3 blanques cavall · f2 blanques peó · g2 blanques peó · h2 blanques peó · b1 blanques torre · d1 blanques dama · f1 blanques torre · g1 blanques rei | 8 |
| 7 | c8 negres alfil · e8 negres rei · h8 negres torre · a7 negres torre · e7 negres peó · f7 negres peó · g7 negres alfil · h7 negres peó · a6 negres peó · c6 negres peó · d6 blanques peó · g6 negres peó · a5 negres dama · c5 negres peó · g5 blanques alfil · e4 blanques peó · c3 blanques peó · f3 blanques cavall · f2 blanques peó · g2 blanques peó · h2 blanques peó · b1 blanques torre · d1 blanques dama · f1 blanques torre · g1 blanques rei | c8 negres alfil · e8 negres rei · h8 negres torre · a7 negres torre · e7 negres peó · f7 negres peó · g7 negres alfil · h7 negres peó · a6 negres peó · c6 negres peó · d6 blanques peó · g6 negres peó · a5 negres dama · c5 negres peó · g5 blanques alfil · e4 blanques peó · c3 blanques peó · f3 blanques cavall · f2 blanques peó · g2 blanques peó · h2 blanques peó · b1 blanques torre · d1 blanques dama · f1 blanques torre · g1 blanques rei | c8 negres alfil · e8 negres rei · h8 negres torre · a7 negres torre · e7 negres peó · f7 negres peó · g7 negres alfil · h7 negres peó · a6 negres peó · c6 negres peó · d6 blanques peó · g6 negres peó · a5 negres dama · c5 negres peó · g5 blanques alfil · e4 blanques peó · c3 blanques peó · f3 blanques cavall · f2 blanques peó · g2 blanques peó · h2 blanques peó · b1 blanques torre · d1 blanques dama · f1 blanques torre · g1 blanques rei | c8 negres alfil · e8 negres rei · h8 negres torre · a7 negres torre · e7 negres peó · f7 negres peó · g7 negres alfil · h7 negres peó · a6 negres peó · c6 negres peó · d6 blanques peó · g6 negres peó · a5 negres dama · c5 negres peó · g5 blanques alfil · e4 blanques peó · c3 blanques peó · f3 blanques cavall · f2 blanques peó · g2 blanques peó · h2 blanques peó · b1 blanques torre · d1 blanques dama · f1 blanques torre · g1 blanques rei | c8 negres alfil · e8 negres rei · h8 negres torre · a7 negres torre · e7 negres peó · f7 negres peó · g7 negres alfil · h7 negres peó · a6 negres peó · c6 negres peó · d6 blanques peó · g6 negres peó · a5 negres dama · c5 negres peó · g5 blanques alfil · e4 blanques peó · c3 blanques peó · f3 blanques cavall · f2 blanques peó · g2 blanques peó · h2 blanques peó · b1 blanques torre · d1 blanques dama · f1 blanques torre · g1 blanques rei | c8 negres alfil · e8 negres rei · h8 negres torre · a7 negres torre · e7 negres peó · f7 negres peó · g7 negres alfil · h7 negres peó · a6 negres peó · c6 negres peó · d6 blanques peó · g6 negres peó · a5 negres dama · c5 negres peó · g5 blanques alfil · e4 blanques peó · c3 blanques peó · f3 blanques cavall · f2 blanques peó · g2 blanques peó · h2 blanques peó · b1 blanques torre · d1 blanques dama · f1 blanques torre · g1 blanques rei | c8 negres alfil · e8 negres rei · h8 negres torre · a7 negres torre · e7 negres peó · f7 negres peó · g7 negres alfil · h7 negres peó · a6 negres peó · c6 negres peó · d6 blanques peó · g6 negres peó · a5 negres dama · c5 negres peó · g5 blanques alfil · e4 blanques peó · c3 blanques peó · f3 blanques cavall · f2 blanques peó · g2 blanques peó · h2 blanques peó · b1 blanques torre · d1 blanques dama · f1 blanques torre · g1 blanques rei | c8 negres alfil · e8 negres rei · h8 negres torre · a7 negres torre · e7 negres peó · f7 negres peó · g7 negres alfil · h7 negres peó · a6 negres peó · c6 negres peó · d6 blanques peó · g6 negres peó · a5 negres dama · c5 negres peó · g5 blanques alfil · e4 blanques peó · c3 blanques peó · f3 blanques cavall · f2 blanques peó · g2 blanques peó · h2 blanques peó · b1 blanques torre · d1 blanques dama · f1 blanques torre · g1 blanques rei | 7 |
| 6 | c8 negres alfil · e8 negres rei · h8 negres torre · a7 negres torre · e7 negres peó · f7 negres peó · g7 negres alfil · h7 negres peó · a6 negres peó · c6 negres peó · d6 blanques peó · g6 negres peó · a5 negres dama · c5 negres peó · g5 blanques alfil · e4 blanques peó · c3 blanques peó · f3 blanques cavall · f2 blanques peó · g2 blanques peó · h2 blanques peó · b1 blanques torre · d1 blanques dama · f1 blanques torre · g1 blanques rei | c8 negres alfil · e8 negres rei · h8 negres torre · a7 negres torre · e7 negres peó · f7 negres peó · g7 negres alfil · h7 negres peó · a6 negres peó · c6 negres peó · d6 blanques peó · g6 negres peó · a5 negres dama · c5 negres peó · g5 blanques alfil · e4 blanques peó · c3 blanques peó · f3 blanques cavall · f2 blanques peó · g2 blanques peó · h2 blanques peó · b1 blanques torre · d1 blanques dama · f1 blanques torre · g1 blanques rei | c8 negres alfil · e8 negres rei · h8 negres torre · a7 negres torre · e7 negres peó · f7 negres peó · g7 negres alfil · h7 negres peó · a6 negres peó · c6 negres peó · d6 blanques peó · g6 negres peó · a5 negres dama · c5 negres peó · g5 blanques alfil · e4 blanques peó · c3 blanques peó · f3 blanques cavall · f2 blanques peó · g2 blanques peó · h2 blanques peó · b1 blanques torre · d1 blanques dama · f1 blanques torre · g1 blanques rei | c8 negres alfil · e8 negres rei · h8 negres torre · a7 negres torre · e7 negres peó · f7 negres peó · g7 negres alfil · h7 negres peó · a6 negres peó · c6 negres peó · d6 blanques peó · g6 negres peó · a5 negres dama · c5 negres peó · g5 blanques alfil · e4 blanques peó · c3 blanques peó · f3 blanques cavall · f2 blanques peó · g2 blanques peó · h2 blanques peó · b1 blanques torre · d1 blanques dama · f1 blanques torre · g1 blanques rei | c8 negres alfil · e8 negres rei · h8 negres torre · a7 negres torre · e7 negres peó · f7 negres peó · g7 negres alfil · h7 negres peó · a6 negres peó · c6 negres peó · d6 blanques peó · g6 negres peó · a5 negres dama · c5 negres peó · g5 blanques alfil · e4 blanques peó · c3 blanques peó · f3 blanques cavall · f2 blanques peó · g2 blanques peó · h2 blanques peó · b1 blanques torre · d1 blanques dama · f1 blanques torre · g1 blanques rei | c8 negres alfil · e8 negres rei · h8 negres torre · a7 negres torre · e7 negres peó · f7 negres peó · g7 negres alfil · h7 negres peó · a6 negres peó · c6 negres peó · d6 blanques peó · g6 negres peó · a5 negres dama · c5 negres peó · g5 blanques alfil · e4 blanques peó · c3 blanques peó · f3 blanques cavall · f2 blanques peó · g2 blanques peó · h2 blanques peó · b1 blanques torre · d1 blanques dama · f1 blanques torre · g1 blanques rei | c8 negres alfil · e8 negres rei · h8 negres torre · a7 negres torre · e7 negres peó · f7 negres peó · g7 negres alfil · h7 negres peó · a6 negres peó · c6 negres peó · d6 blanques peó · g6 negres peó · a5 negres dama · c5 negres peó · g5 blanques alfil · e4 blanques peó · c3 blanques peó · f3 blanques cavall · f2 blanques peó · g2 blanques peó · h2 blanques peó · b1 blanques torre · d1 blanques dama · f1 blanques torre · g1 blanques rei | c8 negres alfil · e8 negres rei · h8 negres torre · a7 negres torre · e7 negres peó · f7 negres peó · g7 negres alfil · h7 negres peó · a6 negres peó · c6 negres peó · d6 blanques peó · g6 negres peó · a5 negres dama · c5 negres peó · g5 blanques alfil · e4 blanques peó · c3 blanques peó · f3 blanques cavall · f2 blanques peó · g2 blanques peó · h2 blanques peó · b1 blanques torre · d1 blanques dama · f1 blanques torre · g1 blanques rei | 6 |
| 5 | c8 negres alfil · e8 negres rei · h8 negres torre · a7 negres torre · e7 negres peó · f7 negres peó · g7 negres alfil · h7 negres peó · a6 negres peó · c6 negres peó · d6 blanques peó · g6 negres peó · a5 negres dama · c5 negres peó · g5 blanques alfil · e4 blanques peó · c3 blanques peó · f3 blanques cavall · f2 blanques peó · g2 blanques peó · h2 blanques peó · b1 blanques torre · d1 blanques dama · f1 blanques torre · g1 blanques rei | c8 negres alfil · e8 negres rei · h8 negres torre · a7 negres torre · e7 negres peó · f7 negres peó · g7 negres alfil · h7 negres peó · a6 negres peó · c6 negres peó · d6 blanques peó · g6 negres peó · a5 negres dama · c5 negres peó · g5 blanques alfil · e4 blanques peó · c3 blanques peó · f3 blanques cavall · f2 blanques peó · g2 blanques peó · h2 blanques peó · b1 blanques torre · d1 blanques dama · f1 blanques torre · g1 blanques rei | c8 negres alfil · e8 negres rei · h8 negres torre · a7 negres torre · e7 negres peó · f7 negres peó · g7 negres alfil · h7 negres peó · a6 negres peó · c6 negres peó · d6 blanques peó · g6 negres peó · a5 negres dama · c5 negres peó · g5 blanques alfil · e4 blanques peó · c3 blanques peó · f3 blanques cavall · f2 blanques peó · g2 blanques peó · h2 blanques peó · b1 blanques torre · d1 blanques dama · f1 blanques torre · g1 blanques rei | c8 negres alfil · e8 negres rei · h8 negres torre · a7 negres torre · e7 negres peó · f7 negres peó · g7 negres alfil · h7 negres peó · a6 negres peó · c6 negres peó · d6 blanques peó · g6 negres peó · a5 negres dama · c5 negres peó · g5 blanques alfil · e4 blanques peó · c3 blanques peó · f3 blanques cavall · f2 blanques peó · g2 blanques peó · h2 blanques peó · b1 blanques torre · d1 blanques dama · f1 blanques torre · g1 blanques rei | c8 negres alfil · e8 negres rei · h8 negres torre · a7 negres torre · e7 negres peó · f7 negres peó · g7 negres alfil · h7 negres peó · a6 negres peó · c6 negres peó · d6 blanques peó · g6 negres peó · a5 negres dama · c5 negres peó · g5 blanques alfil · e4 blanques peó · c3 blanques peó · f3 blanques cavall · f2 blanques peó · g2 blanques peó · h2 blanques peó · b1 blanques torre · d1 blanques dama · f1 blanques torre · g1 blanques rei | c8 negres alfil · e8 negres rei · h8 negres torre · a7 negres torre · e7 negres peó · f7 negres peó · g7 negres alfil · h7 negres peó · a6 negres peó · c6 negres peó · d6 blanques peó · g6 negres peó · a5 negres dama · c5 negres peó · g5 blanques alfil · e4 blanques peó · c3 blanques peó · f3 blanques cavall · f2 blanques peó · g2 blanques peó · h2 blanques peó · b1 blanques torre · d1 blanques dama · f1 blanques torre · g1 blanques rei | c8 negres alfil · e8 negres rei · h8 negres torre · a7 negres torre · e7 negres peó · f7 negres peó · g7 negres alfil · h7 negres peó · a6 negres peó · c6 negres peó · d6 blanques peó · g6 negres peó · a5 negres dama · c5 negres peó · g5 blanques alfil · e4 blanques peó · c3 blanques peó · f3 blanques cavall · f2 blanques peó · g2 blanques peó · h2 blanques peó · b1 blanques torre · d1 blanques dama · f1 blanques torre · g1 blanques rei | c8 negres alfil · e8 negres rei · h8 negres torre · a7 negres torre · e7 negres peó · f7 negres peó · g7 negres alfil · h7 negres peó · a6 negres peó · c6 negres peó · d6 blanques peó · g6 negres peó · a5 negres dama · c5 negres peó · g5 blanques alfil · e4 blanques peó · c3 blanques peó · f3 blanques cavall · f2 blanques peó · g2 blanques peó · h2 blanques peó · b1 blanques torre · d1 blanques dama · f1 blanques torre · g1 blanques rei | 5 |
| 4 | c8 negres alfil · e8 negres rei · h8 negres torre · a7 negres torre · e7 negres peó · f7 negres peó · g7 negres alfil · h7 negres peó · a6 negres peó · c6 negres peó · d6 blanques peó · g6 negres peó · a5 negres dama · c5 negres peó · g5 blanques alfil · e4 blanques peó · c3 blanques peó · f3 blanques cavall · f2 blanques peó · g2 blanques peó · h2 blanques peó · b1 blanques torre · d1 blanques dama · f1 blanques torre · g1 blanques rei | c8 negres alfil · e8 negres rei · h8 negres torre · a7 negres torre · e7 negres peó · f7 negres peó · g7 negres alfil · h7 negres peó · a6 negres peó · c6 negres peó · d6 blanques peó · g6 negres peó · a5 negres dama · c5 negres peó · g5 blanques alfil · e4 blanques peó · c3 blanques peó · f3 blanques cavall · f2 blanques peó · g2 blanques peó · h2 blanques peó · b1 blanques torre · d1 blanques dama · f1 blanques torre · g1 blanques rei | c8 negres alfil · e8 negres rei · h8 negres torre · a7 negres torre · e7 negres peó · f7 negres peó · g7 negres alfil · h7 negres peó · a6 negres peó · c6 negres peó · d6 blanques peó · g6 negres peó · a5 negres dama · c5 negres peó · g5 blanques alfil · e4 blanques peó · c3 blanques peó · f3 blanques cavall · f2 blanques peó · g2 blanques peó · h2 blanques peó · b1 blanques torre · d1 blanques dama · f1 blanques torre · g1 blanques rei | c8 negres alfil · e8 negres rei · h8 negres torre · a7 negres torre · e7 negres peó · f7 negres peó · g7 negres alfil · h7 negres peó · a6 negres peó · c6 negres peó · d6 blanques peó · g6 negres peó · a5 negres dama · c5 negres peó · g5 blanques alfil · e4 blanques peó · c3 blanques peó · f3 blanques cavall · f2 blanques peó · g2 blanques peó · h2 blanques peó · b1 blanques torre · d1 blanques dama · f1 blanques torre · g1 blanques rei | c8 negres alfil · e8 negres rei · h8 negres torre · a7 negres torre · e7 negres peó · f7 negres peó · g7 negres alfil · h7 negres peó · a6 negres peó · c6 negres peó · d6 blanques peó · g6 negres peó · a5 negres dama · c5 negres peó · g5 blanques alfil · e4 blanques peó · c3 blanques peó · f3 blanques cavall · f2 blanques peó · g2 blanques peó · h2 blanques peó · b1 blanques torre · d1 blanques dama · f1 blanques torre · g1 blanques rei | c8 negres alfil · e8 negres rei · h8 negres torre · a7 negres torre · e7 negres peó · f7 negres peó · g7 negres alfil · h7 negres peó · a6 negres peó · c6 negres peó · d6 blanques peó · g6 negres peó · a5 negres dama · c5 negres peó · g5 blanques alfil · e4 blanques peó · c3 blanques peó · f3 blanques cavall · f2 blanques peó · g2 blanques peó · h2 blanques peó · b1 blanques torre · d1 blanques dama · f1 blanques torre · g1 blanques rei | c8 negres alfil · e8 negres rei · h8 negres torre · a7 negres torre · e7 negres peó · f7 negres peó · g7 negres alfil · h7 negres peó · a6 negres peó · c6 negres peó · d6 blanques peó · g6 negres peó · a5 negres dama · c5 negres peó · g5 blanques alfil · e4 blanques peó · c3 blanques peó · f3 blanques cavall · f2 blanques peó · g2 blanques peó · h2 blanques peó · b1 blanques torre · d1 blanques dama · f1 blanques torre · g1 blanques rei | c8 negres alfil · e8 negres rei · h8 negres torre · a7 negres torre · e7 negres peó · f7 negres peó · g7 negres alfil · h7 negres peó · a6 negres peó · c6 negres peó · d6 blanques peó · g6 negres peó · a5 negres dama · c5 negres peó · g5 blanques alfil · e4 blanques peó · c3 blanques peó · f3 blanques cavall · f2 blanques peó · g2 blanques peó · h2 blanques peó · b1 blanques torre · d1 blanques dama · f1 blanques torre · g1 blanques rei | 4 |
| 3 | c8 negres alfil · e8 negres rei · h8 negres torre · a7 negres torre · e7 negres peó · f7 negres peó · g7 negres alfil · h7 negres peó · a6 negres peó · c6 negres peó · d6 blanques peó · g6 negres peó · a5 negres dama · c5 negres peó · g5 blanques alfil · e4 blanques peó · c3 blanques peó · f3 blanques cavall · f2 blanques peó · g2 blanques peó · h2 blanques peó · b1 blanques torre · d1 blanques dama · f1 blanques torre · g1 blanques rei | c8 negres alfil · e8 negres rei · h8 negres torre · a7 negres torre · e7 negres peó · f7 negres peó · g7 negres alfil · h7 negres peó · a6 negres peó · c6 negres peó · d6 blanques peó · g6 negres peó · a5 negres dama · c5 negres peó · g5 blanques alfil · e4 blanques peó · c3 blanques peó · f3 blanques cavall · f2 blanques peó · g2 blanques peó · h2 blanques peó · b1 blanques torre · d1 blanques dama · f1 blanques torre · g1 blanques rei | c8 negres alfil · e8 negres rei · h8 negres torre · a7 negres torre · e7 negres peó · f7 negres peó · g7 negres alfil · h7 negres peó · a6 negres peó · c6 negres peó · d6 blanques peó · g6 negres peó · a5 negres dama · c5 negres peó · g5 blanques alfil · e4 blanques peó · c3 blanques peó · f3 blanques cavall · f2 blanques peó · g2 blanques peó · h2 blanques peó · b1 blanques torre · d1 blanques dama · f1 blanques torre · g1 blanques rei | c8 negres alfil · e8 negres rei · h8 negres torre · a7 negres torre · e7 negres peó · f7 negres peó · g7 negres alfil · h7 negres peó · a6 negres peó · c6 negres peó · d6 blanques peó · g6 negres peó · a5 negres dama · c5 negres peó · g5 blanques alfil · e4 blanques peó · c3 blanques peó · f3 blanques cavall · f2 blanques peó · g2 blanques peó · h2 blanques peó · b1 blanques torre · d1 blanques dama · f1 blanques torre · g1 blanques rei | c8 negres alfil · e8 negres rei · h8 negres torre · a7 negres torre · e7 negres peó · f7 negres peó · g7 negres alfil · h7 negres peó · a6 negres peó · c6 negres peó · d6 blanques peó · g6 negres peó · a5 negres dama · c5 negres peó · g5 blanques alfil · e4 blanques peó · c3 blanques peó · f3 blanques cavall · f2 blanques peó · g2 blanques peó · h2 blanques peó · b1 blanques torre · d1 blanques dama · f1 blanques torre · g1 blanques rei | c8 negres alfil · e8 negres rei · h8 negres torre · a7 negres torre · e7 negres peó · f7 negres peó · g7 negres alfil · h7 negres peó · a6 negres peó · c6 negres peó · d6 blanques peó · g6 negres peó · a5 negres dama · c5 negres peó · g5 blanques alfil · e4 blanques peó · c3 blanques peó · f3 blanques cavall · f2 blanques peó · g2 blanques peó · h2 blanques peó · b1 blanques torre · d1 blanques dama · f1 blanques torre · g1 blanques rei | c8 negres alfil · e8 negres rei · h8 negres torre · a7 negres torre · e7 negres peó · f7 negres peó · g7 negres alfil · h7 negres peó · a6 negres peó · c6 negres peó · d6 blanques peó · g6 negres peó · a5 negres dama · c5 negres peó · g5 blanques alfil · e4 blanques peó · c3 blanques peó · f3 blanques cavall · f2 blanques peó · g2 blanques peó · h2 blanques peó · b1 blanques torre · d1 blanques dama · f1 blanques torre · g1 blanques rei | c8 negres alfil · e8 negres rei · h8 negres torre · a7 negres torre · e7 negres peó · f7 negres peó · g7 negres alfil · h7 negres peó · a6 negres peó · c6 negres peó · d6 blanques peó · g6 negres peó · a5 negres dama · c5 negres peó · g5 blanques alfil · e4 blanques peó · c3 blanques peó · f3 blanques cavall · f2 blanques peó · g2 blanques peó · h2 blanques peó · b1 blanques torre · d1 blanques dama · f1 blanques torre · g1 blanques rei | 3 |
| 2 | c8 negres alfil · e8 negres rei · h8 negres torre · a7 negres torre · e7 negres peó · f7 negres peó · g7 negres alfil · h7 negres peó · a6 negres peó · c6 negres peó · d6 blanques peó · g6 negres peó · a5 negres dama · c5 negres peó · g5 blanques alfil · e4 blanques peó · c3 blanques peó · f3 blanques cavall · f2 blanques peó · g2 blanques peó · h2 blanques peó · b1 blanques torre · d1 blanques dama · f1 blanques torre · g1 blanques rei | c8 negres alfil · e8 negres rei · h8 negres torre · a7 negres torre · e7 negres peó · f7 negres peó · g7 negres alfil · h7 negres peó · a6 negres peó · c6 negres peó · d6 blanques peó · g6 negres peó · a5 negres dama · c5 negres peó · g5 blanques alfil · e4 blanques peó · c3 blanques peó · f3 blanques cavall · f2 blanques peó · g2 blanques peó · h2 blanques peó · b1 blanques torre · d1 blanques dama · f1 blanques torre · g1 blanques rei | c8 negres alfil · e8 negres rei · h8 negres torre · a7 negres torre · e7 negres peó · f7 negres peó · g7 negres alfil · h7 negres peó · a6 negres peó · c6 negres peó · d6 blanques peó · g6 negres peó · a5 negres dama · c5 negres peó · g5 blanques alfil · e4 blanques peó · c3 blanques peó · f3 blanques cavall · f2 blanques peó · g2 blanques peó · h2 blanques peó · b1 blanques torre · d1 blanques dama · f1 blanques torre · g1 blanques rei | c8 negres alfil · e8 negres rei · h8 negres torre · a7 negres torre · e7 negres peó · f7 negres peó · g7 negres alfil · h7 negres peó · a6 negres peó · c6 negres peó · d6 blanques peó · g6 negres peó · a5 negres dama · c5 negres peó · g5 blanques alfil · e4 blanques peó · c3 blanques peó · f3 blanques cavall · f2 blanques peó · g2 blanques peó · h2 blanques peó · b1 blanques torre · d1 blanques dama · f1 blanques torre · g1 blanques rei | c8 negres alfil · e8 negres rei · h8 negres torre · a7 negres torre · e7 negres peó · f7 negres peó · g7 negres alfil · h7 negres peó · a6 negres peó · c6 negres peó · d6 blanques peó · g6 negres peó · a5 negres dama · c5 negres peó · g5 blanques alfil · e4 blanques peó · c3 blanques peó · f3 blanques cavall · f2 blanques peó · g2 blanques peó · h2 blanques peó · b1 blanques torre · d1 blanques dama · f1 blanques torre · g1 blanques rei | c8 negres alfil · e8 negres rei · h8 negres torre · a7 negres torre · e7 negres peó · f7 negres peó · g7 negres alfil · h7 negres peó · a6 negres peó · c6 negres peó · d6 blanques peó · g6 negres peó · a5 negres dama · c5 negres peó · g5 blanques alfil · e4 blanques peó · c3 blanques peó · f3 blanques cavall · f2 blanques peó · g2 blanques peó · h2 blanques peó · b1 blanques torre · d1 blanques dama · f1 blanques torre · g1 blanques rei | c8 negres alfil · e8 negres rei · h8 negres torre · a7 negres torre · e7 negres peó · f7 negres peó · g7 negres alfil · h7 negres peó · a6 negres peó · c6 negres peó · d6 blanques peó · g6 negres peó · a5 negres dama · c5 negres peó · g5 blanques alfil · e4 blanques peó · c3 blanques peó · f3 blanques cavall · f2 blanques peó · g2 blanques peó · h2 blanques peó · b1 blanques torre · d1 blanques dama · f1 blanques torre · g1 blanques rei | c8 negres alfil · e8 negres rei · h8 negres torre · a7 negres torre · e7 negres peó · f7 negres peó · g7 negres alfil · h7 negres peó · a6 negres peó · c6 negres peó · d6 blanques peó · g6 negres peó · a5 negres dama · c5 negres peó · g5 blanques alfil · e4 blanques peó · c3 blanques peó · f3 blanques cavall · f2 blanques peó · g2 blanques peó · h2 blanques peó · b1 blanques torre · d1 blanques dama · f1 blanques torre · g1 blanques rei | 2 |
| 1 | c8 negres alfil · e8 negres rei · h8 negres torre · a7 negres torre · e7 negres peó · f7 negres peó · g7 negres alfil · h7 negres peó · a6 negres peó · c6 negres peó · d6 blanques peó · g6 negres peó · a5 negres dama · c5 negres peó · g5 blanques alfil · e4 blanques peó · c3 blanques peó · f3 blanques cavall · f2 blanques peó · g2 blanques peó · h2 blanques peó · b1 blanques torre · d1 blanques dama · f1 blanques torre · g1 blanques rei | c8 negres alfil · e8 negres rei · h8 negres torre · a7 negres torre · e7 negres peó · f7 negres peó · g7 negres alfil · h7 negres peó · a6 negres peó · c6 negres peó · d6 blanques peó · g6 negres peó · a5 negres dama · c5 negres peó · g5 blanques alfil · e4 blanques peó · c3 blanques peó · f3 blanques cavall · f2 blanques peó · g2 blanques peó · h2 blanques peó · b1 blanques torre · d1 blanques dama · f1 blanques torre · g1 blanques rei | c8 negres alfil · e8 negres rei · h8 negres torre · a7 negres torre · e7 negres peó · f7 negres peó · g7 negres alfil · h7 negres peó · a6 negres peó · c6 negres peó · d6 blanques peó · g6 negres peó · a5 negres dama · c5 negres peó · g5 blanques alfil · e4 blanques peó · c3 blanques peó · f3 blanques cavall · f2 blanques peó · g2 blanques peó · h2 blanques peó · b1 blanques torre · d1 blanques dama · f1 blanques torre · g1 blanques rei | c8 negres alfil · e8 negres rei · h8 negres torre · a7 negres torre · e7 negres peó · f7 negres peó · g7 negres alfil · h7 negres peó · a6 negres peó · c6 negres peó · d6 blanques peó · g6 negres peó · a5 negres dama · c5 negres peó · g5 blanques alfil · e4 blanques peó · c3 blanques peó · f3 blanques cavall · f2 blanques peó · g2 blanques peó · h2 blanques peó · b1 blanques torre · d1 blanques dama · f1 blanques torre · g1 blanques rei | c8 negres alfil · e8 negres rei · h8 negres torre · a7 negres torre · e7 negres peó · f7 negres peó · g7 negres alfil · h7 negres peó · a6 negres peó · c6 negres peó · d6 blanques peó · g6 negres peó · a5 negres dama · c5 negres peó · g5 blanques alfil · e4 blanques peó · c3 blanques peó · f3 blanques cavall · f2 blanques peó · g2 blanques peó · h2 blanques peó · b1 blanques torre · d1 blanques dama · f1 blanques torre · g1 blanques rei | c8 negres alfil · e8 negres rei · h8 negres torre · a7 negres torre · e7 negres peó · f7 negres peó · g7 negres alfil · h7 negres peó · a6 negres peó · c6 negres peó · d6 blanques peó · g6 negres peó · a5 negres dama · c5 negres peó · g5 blanques alfil · e4 blanques peó · c3 blanques peó · f3 blanques cavall · f2 blanques peó · g2 blanques peó · h2 blanques peó · b1 blanques torre · d1 blanques dama · f1 blanques torre · g1 blanques rei | c8 negres alfil · e8 negres rei · h8 negres torre · a7 negres torre · e7 negres peó · f7 negres peó · g7 negres alfil · h7 negres peó · a6 negres peó · c6 negres peó · d6 blanques peó · g6 negres peó · a5 negres dama · c5 negres peó · g5 blanques alfil · e4 blanques peó · c3 blanques peó · f3 blanques cavall · f2 blanques peó · g2 blanques peó · h2 blanques peó · b1 blanques torre · d1 blanques dama · f1 blanques torre · g1 blanques rei | c8 negres alfil · e8 negres rei · h8 negres torre · a7 negres torre · e7 negres peó · f7 negres peó · g7 negres alfil · h7 negres peó · a6 negres peó · c6 negres peó · d6 blanques peó · g6 negres peó · a5 negres dama · c5 negres peó · g5 blanques alfil · e4 blanques peó · c3 blanques peó · f3 blanques cavall · f2 blanques peó · g2 blanques peó · h2 blanques peó · b1 blanques torre · d1 blanques dama · f1 blanques torre · g1 blanques rei | 1 |
|   | a | b | c | d | e | f | g | h |   |

Guélfand tria la defensa Grünfeld (D85), una obertura que fa servir rarament; Anand respon amb 8.Ab5+ i 9.d5, una variant inusual, prosseguint amb el sacrifici del peó a2. Després del canvi de dama, les negres arriben a una posició lleugerament favorable a causa principalment del peó a passat, però finalment s'acorda l'empat.
1.d4 Cf6 2.c4 g6 3.Cc3 d5 4.Cf3 Ag7 5.cxd5 Cxd5 6.e4 Cxc3 7.bxc3 c5 8.Ab5 Cc6 9.d5 Da5 10.Rb1 a6 11.Axc6 bxc6 12.0-0 Dxa2 13.Tb2 Da5 14.d6 Ta7 15.Ag5 exd6 16.exd6 Td7 17.Dxc6 Dc7 18.Dxc7 Txc7 19.Af4 Tb7 20.Tc2 0-0 21.Ab6 Te8 22.Cd2 f5 23.f3 fxe4 24.Cxe4 Af5 ½-½

#### Partida 2, 12 de maig: Guélfand-Anand ½-½
Anand tria la defensa semieslava; Guélfand obre la posició amb 12.e4,tractant de treure profit del seu avantatge en el desenvolupament, però la posició roman igualada.
1.d4 d5 2.cd c6 3.Cc3 Cf6 4.e3 e6 5.Cf3 a6 6.b3 Ab4 7.Ad2 Cbd7 8.Ad3 0-0 9.0-0 Ad6 10.Tc1 e5 11.cxd5 cxd5 12.e4 dxe4 13.Cxe4 Cxe4 14.Axe4 Cf6 15.dxe5 Cxe4 16.exd6 Dxd6 17.Ae3 Af5 18.Dxd6 Cxd6 19.Cd4 Tfe8 20.Cxf5 Cxf5 21.Ac5 h5 22.Tfd1 Tac8 23.Rf1 f6 24.Ab4 Rh7 25.Tc5 ½-½

#### Partida 3, 14 de maig: Anand-Guélfand ½-½
Contra la Grünfeld de Guélfand, Anand tria el sistema amb 3.f3; després de l'enroc llarg de les blanques, el negre llança un atac, el qual Anand respon amb precisió, i acaba obtenint una posició favorable. Després de la prudent 35.Th1, però, el negre és capaç de portar les seves dues torres a la setena fila, obtenint les taules per escac continu.
1.d4 Cf6 2.c4 g6 3.f3 d5 4.cxd5 Cxd5 5.e4 Cb6 6.Cc3 Ag7 7.Ae3 0-0 8.Dd2 e5 9.d5 c6 10.h4 cxd5 1.exd5 C8d7 12.h5 Cf6 13.hxg6 fxg6 14.0-0-0 Ad7 15.Rb1 c8 16.Ra1 e4 17.Ad4 Ca4 18.Cge2 Da5 19.Cxe4 Dxd2 20.Cxf6 Txf6 21.Txd2 Tf5 22.Axg7 Rxg7 23.d6 Tfc5 24.Td1 a5 25.Th4 Tc2 26.b3 cb2 27.Tb1 Af5+ 28.Cd4 Td2 29.Axd3 Txd3 30.Te1 Td2 31.Rb1 Af5+ 32.Cxf5+ gxf5 33.Te7+ rg6 34.Tc7 Te8 35.Th1 Tee2 36.d7 Tb2+ 37.Rc1 Txa2

#### Partida 4, 15 de maig: Guélfand-Anand ½-½
El joc es desenvolupa d'una manera semblant a la segona partida del matx, Guélfand es desvia primer amb 10.Dc2, però no pot crear problemes al negre.
1.d4 d5 2.c4 c6 3.Cc3 Cf6 4.e3 e6 5.Cf3 a6 6.b3 Ab4 7.Ad2 Cbd7 8.Ad3 O-O 9.O-O Ad6 10.Dc2 e5 11.cxd5 cxd5 12.e4 exd4 13.Cxd5 Cxd5 14.exd5 Cf6 15.h3 Ad7 16.Tad1 Te8 17.Cxd4 Tc8 18.Db1 h6 19.Cf5 Axf5 20.Axf5 Tc5 21.Tfe1 Txd5 22.Ac3 Txe1+ 23.Txe1 Ac5 24.Dc2 Ad4 25.Axd4 Txd4 26.Dc8 g6 27.Ag4 h5 28.Dxd8+ Txd8 29.Af3 b6 30.Tc1 Td6 31.Rf1 a5 32.Re2 Cd5 33.g3 Ce7 34.Ae4 Rg7 ½-½

#### Partida 5, 17 de maig: Anand-Guélfand ½-½
Anand comença amb 1.e4 en comptes de 1.d4; Guélfand respon amb la variant Sveshnikov de la defensa siciliana (en comptes de la variant Najdorf de la qual és especialista). El negre fixa l'estructura de peons amb 16...Axd5; i després d'aquest moviment, mercès al fet que l'alfil de caselles negres controla  c1, la posició roman equilibrada, gràcies també als alfils de color diferent.
1.e4 c5 2.Cf3 Cc6 3.d4 cxd4 4.Cxd4 Cf6 5.Cc3 e5 6.Cdb5 d6 7.Ag5 a6 8.Ca3 b5 9.Cd5 Ae7 10.Axf6 Axf6 11.c4 b4 12.Cc2 O-O 13.g3 a5 14.Ag2 Ag5 15.O-O Ae6 16.Dd3 Axd5 17.cxd5 Cb8 18.a3 Ca6 19.axb4 Cxb4 20.Cxb4 axb4 21.h4 Ah6 22.Ah3 Db6 23.Ad7 b3 24.Ac6 Ta2 25.Txa2 bxa2 26.Da3 Tb8 27.Dxa2 ½-½

#### Partida 6, 18 de maig: Guélfand-Anand ½-½
En una nova defensa semieslava, Guélfand es desvia 6.Dc2, Anand sacrifica el peó de d5, però les blanques el retornen, a canvi d'un lleuger avantatge; el canvi de dames i d'un parell de torres duu a una posició igualada.
1.d4 d5 2.c4 c6 3.Cc3 Cf6 4.e3 e6 5.Cf3 a6 6.Dc2 c5 7.cxd5 exd5 8.Ae2 Ae6 9.O-O Cc6 10.Td1 cxd4 11.Cxd4 Cxd4 12.Txd4 Ac5 13.Td1 De7 14.Af3 O-O 15.Cxd5 Axd5 16.Axd5 Cxd5 17.Txd5 Tac8 18.Ad2 Axe3 19.Ac3 Ab6 20.Df5 De6 21.Df3 f6 22.h4 Dc6 23.h5 Tfd8 24.Txd8+ Txd8 25.Dxc6 bxc6 26.Te1 Rf7 27.g4 Ad4 28.Tc1 Axc3 29.Txc3 Td4 ½-½

#### Partida 7, 20 de maig: Anand-Guélfand 1-0
En una defensa eslava (D45), Guélfand obté la primera victòria del matx. Els comentaristes opinaren que 23...g5? va ser l'error decisiu, permetent a Guélfand obtenir una posició guanyadora amb 24 Dc7 Dxc7 25 Txc7. Anand sacrificà l'alfil per contrajoc, però no n'hi va haver prou. A la posició final, les negres poden coronar el peó, però no poden aturar l'amenaça Cg6+ seguida de Tg7 mat.
1.d4 d5 2.c4 c6 3.Cc3 Cf6 4.e3 e6 5.Cf3 a6 6.c5 Cbd7 7.Dc2 b6 8.cxb6 Cxb6 9.Ad2 c5 10.Tc1 cxd4 11.exd4 Ad6 12.Ag5 O-O 13.Ad3 h6 14.Ah4 Ab7 15.O-O Db8 16.Ag3 Tc8 17.De2 Axg3 18.hxg3 Dd6 19.Tc2 Cbd7 20.Tfc1 Tab8 21. Ca4 Ce4 22.Txc8+ Axc8 23.Dc2 g5 24.Dc7 Dxc7 25.Txc7 f6 26.Axe4 dxe4 27.Cd2 f5 28.Cc4 Cf6 29.Cc5 Cd5 30.Ta7 Cb4 31.Ce5 Cc2 32.Cc6 Txb2 33.Tc7 Tb1+ 34.Rh2 e3 35.Txc8+ Kh7 36.Tc7+ Rh8 37.Ce5 e2 38.Cxe6 1-0

#### Partida 8, 21 de maig: Guélfand-Anand 1-0
|   | a | b | c | d | e | f | g | h |   |
| 8 | a8 negres torre · b8 negres cavall · e8 negres torre · g8 negres rei · a7 negres peó · b7 negres peó · f7 negres peó · h7 negres peó · d6 negres peó · g6 negres peó · c5 negres peó · d5 blanques peó · h5 blanques peó · c4 blanques peó · c3 blanques cavall · a2 blanques peó · b2 blanques peó · c2 blanques rei · d2 blanques dama · h2 blanques peó · b1 blanques torre · f1 blanques alfil · h1 negres dama | a8 negres torre · b8 negres cavall · e8 negres torre · g8 negres rei · a7 negres peó · b7 negres peó · f7 negres peó · h7 negres peó · d6 negres peó · g6 negres peó · c5 negres peó · d5 blanques peó · h5 blanques peó · c4 blanques peó · c3 blanques cavall · a2 blanques peó · b2 blanques peó · c2 blanques rei · d2 blanques dama · h2 blanques peó · b1 blanques torre · f1 blanques alfil · h1 negres dama | a8 negres torre · b8 negres cavall · e8 negres torre · g8 negres rei · a7 negres peó · b7 negres peó · f7 negres peó · h7 negres peó · d6 negres peó · g6 negres peó · c5 negres peó · d5 blanques peó · h5 blanques peó · c4 blanques peó · c3 blanques cavall · a2 blanques peó · b2 blanques peó · c2 blanques rei · d2 blanques dama · h2 blanques peó · b1 blanques torre · f1 blanques alfil · h1 negres dama | a8 negres torre · b8 negres cavall · e8 negres torre · g8 negres rei · a7 negres peó · b7 negres peó · f7 negres peó · h7 negres peó · d6 negres peó · g6 negres peó · c5 negres peó · d5 blanques peó · h5 blanques peó · c4 blanques peó · c3 blanques cavall · a2 blanques peó · b2 blanques peó · c2 blanques rei · d2 blanques dama · h2 blanques peó · b1 blanques torre · f1 blanques alfil · h1 negres dama | a8 negres torre · b8 negres cavall · e8 negres torre · g8 negres rei · a7 negres peó · b7 negres peó · f7 negres peó · h7 negres peó · d6 negres peó · g6 negres peó · c5 negres peó · d5 blanques peó · h5 blanques peó · c4 blanques peó · c3 blanques cavall · a2 blanques peó · b2 blanques peó · c2 blanques rei · d2 blanques dama · h2 blanques peó · b1 blanques torre · f1 blanques alfil · h1 negres dama | a8 negres torre · b8 negres cavall · e8 negres torre · g8 negres rei · a7 negres peó · b7 negres peó · f7 negres peó · h7 negres peó · d6 negres peó · g6 negres peó · c5 negres peó · d5 blanques peó · h5 blanques peó · c4 blanques peó · c3 blanques cavall · a2 blanques peó · b2 blanques peó · c2 blanques rei · d2 blanques dama · h2 blanques peó · b1 blanques torre · f1 blanques alfil · h1 negres dama | a8 negres torre · b8 negres cavall · e8 negres torre · g8 negres rei · a7 negres peó · b7 negres peó · f7 negres peó · h7 negres peó · d6 negres peó · g6 negres peó · c5 negres peó · d5 blanques peó · h5 blanques peó · c4 blanques peó · c3 blanques cavall · a2 blanques peó · b2 blanques peó · c2 blanques rei · d2 blanques dama · h2 blanques peó · b1 blanques torre · f1 blanques alfil · h1 negres dama | a8 negres torre · b8 negres cavall · e8 negres torre · g8 negres rei · a7 negres peó · b7 negres peó · f7 negres peó · h7 negres peó · d6 negres peó · g6 negres peó · c5 negres peó · d5 blanques peó · h5 blanques peó · c4 blanques peó · c3 blanques cavall · a2 blanques peó · b2 blanques peó · c2 blanques rei · d2 blanques dama · h2 blanques peó · b1 blanques torre · f1 blanques alfil · h1 negres dama | 8 |
| 7 | a8 negres torre · b8 negres cavall · e8 negres torre · g8 negres rei · a7 negres peó · b7 negres peó · f7 negres peó · h7 negres peó · d6 negres peó · g6 negres peó · c5 negres peó · d5 blanques peó · h5 blanques peó · c4 blanques peó · c3 blanques cavall · a2 blanques peó · b2 blanques peó · c2 blanques rei · d2 blanques dama · h2 blanques peó · b1 blanques torre · f1 blanques alfil · h1 negres dama | a8 negres torre · b8 negres cavall · e8 negres torre · g8 negres rei · a7 negres peó · b7 negres peó · f7 negres peó · h7 negres peó · d6 negres peó · g6 negres peó · c5 negres peó · d5 blanques peó · h5 blanques peó · c4 blanques peó · c3 blanques cavall · a2 blanques peó · b2 blanques peó · c2 blanques rei · d2 blanques dama · h2 blanques peó · b1 blanques torre · f1 blanques alfil · h1 negres dama | a8 negres torre · b8 negres cavall · e8 negres torre · g8 negres rei · a7 negres peó · b7 negres peó · f7 negres peó · h7 negres peó · d6 negres peó · g6 negres peó · c5 negres peó · d5 blanques peó · h5 blanques peó · c4 blanques peó · c3 blanques cavall · a2 blanques peó · b2 blanques peó · c2 blanques rei · d2 blanques dama · h2 blanques peó · b1 blanques torre · f1 blanques alfil · h1 negres dama | a8 negres torre · b8 negres cavall · e8 negres torre · g8 negres rei · a7 negres peó · b7 negres peó · f7 negres peó · h7 negres peó · d6 negres peó · g6 negres peó · c5 negres peó · d5 blanques peó · h5 blanques peó · c4 blanques peó · c3 blanques cavall · a2 blanques peó · b2 blanques peó · c2 blanques rei · d2 blanques dama · h2 blanques peó · b1 blanques torre · f1 blanques alfil · h1 negres dama | a8 negres torre · b8 negres cavall · e8 negres torre · g8 negres rei · a7 negres peó · b7 negres peó · f7 negres peó · h7 negres peó · d6 negres peó · g6 negres peó · c5 negres peó · d5 blanques peó · h5 blanques peó · c4 blanques peó · c3 blanques cavall · a2 blanques peó · b2 blanques peó · c2 blanques rei · d2 blanques dama · h2 blanques peó · b1 blanques torre · f1 blanques alfil · h1 negres dama | a8 negres torre · b8 negres cavall · e8 negres torre · g8 negres rei · a7 negres peó · b7 negres peó · f7 negres peó · h7 negres peó · d6 negres peó · g6 negres peó · c5 negres peó · d5 blanques peó · h5 blanques peó · c4 blanques peó · c3 blanques cavall · a2 blanques peó · b2 blanques peó · c2 blanques rei · d2 blanques dama · h2 blanques peó · b1 blanques torre · f1 blanques alfil · h1 negres dama | a8 negres torre · b8 negres cavall · e8 negres torre · g8 negres rei · a7 negres peó · b7 negres peó · f7 negres peó · h7 negres peó · d6 negres peó · g6 negres peó · c5 negres peó · d5 blanques peó · h5 blanques peó · c4 blanques peó · c3 blanques cavall · a2 blanques peó · b2 blanques peó · c2 blanques rei · d2 blanques dama · h2 blanques peó · b1 blanques torre · f1 blanques alfil · h1 negres dama | a8 negres torre · b8 negres cavall · e8 negres torre · g8 negres rei · a7 negres peó · b7 negres peó · f7 negres peó · h7 negres peó · d6 negres peó · g6 negres peó · c5 negres peó · d5 blanques peó · h5 blanques peó · c4 blanques peó · c3 blanques cavall · a2 blanques peó · b2 blanques peó · c2 blanques rei · d2 blanques dama · h2 blanques peó · b1 blanques torre · f1 blanques alfil · h1 negres dama | 7 |
| 6 | a8 negres torre · b8 negres cavall · e8 negres torre · g8 negres rei · a7 negres peó · b7 negres peó · f7 negres peó · h7 negres peó · d6 negres peó · g6 negres peó · c5 negres peó · d5 blanques peó · h5 blanques peó · c4 blanques peó · c3 blanques cavall · a2 blanques peó · b2 blanques peó · c2 blanques rei · d2 blanques dama · h2 blanques peó · b1 blanques torre · f1 blanques alfil · h1 negres dama | a8 negres torre · b8 negres cavall · e8 negres torre · g8 negres rei · a7 negres peó · b7 negres peó · f7 negres peó · h7 negres peó · d6 negres peó · g6 negres peó · c5 negres peó · d5 blanques peó · h5 blanques peó · c4 blanques peó · c3 blanques cavall · a2 blanques peó · b2 blanques peó · c2 blanques rei · d2 blanques dama · h2 blanques peó · b1 blanques torre · f1 blanques alfil · h1 negres dama | a8 negres torre · b8 negres cavall · e8 negres torre · g8 negres rei · a7 negres peó · b7 negres peó · f7 negres peó · h7 negres peó · d6 negres peó · g6 negres peó · c5 negres peó · d5 blanques peó · h5 blanques peó · c4 blanques peó · c3 blanques cavall · a2 blanques peó · b2 blanques peó · c2 blanques rei · d2 blanques dama · h2 blanques peó · b1 blanques torre · f1 blanques alfil · h1 negres dama | a8 negres torre · b8 negres cavall · e8 negres torre · g8 negres rei · a7 negres peó · b7 negres peó · f7 negres peó · h7 negres peó · d6 negres peó · g6 negres peó · c5 negres peó · d5 blanques peó · h5 blanques peó · c4 blanques peó · c3 blanques cavall · a2 blanques peó · b2 blanques peó · c2 blanques rei · d2 blanques dama · h2 blanques peó · b1 blanques torre · f1 blanques alfil · h1 negres dama | a8 negres torre · b8 negres cavall · e8 negres torre · g8 negres rei · a7 negres peó · b7 negres peó · f7 negres peó · h7 negres peó · d6 negres peó · g6 negres peó · c5 negres peó · d5 blanques peó · h5 blanques peó · c4 blanques peó · c3 blanques cavall · a2 blanques peó · b2 blanques peó · c2 blanques rei · d2 blanques dama · h2 blanques peó · b1 blanques torre · f1 blanques alfil · h1 negres dama | a8 negres torre · b8 negres cavall · e8 negres torre · g8 negres rei · a7 negres peó · b7 negres peó · f7 negres peó · h7 negres peó · d6 negres peó · g6 negres peó · c5 negres peó · d5 blanques peó · h5 blanques peó · c4 blanques peó · c3 blanques cavall · a2 blanques peó · b2 blanques peó · c2 blanques rei · d2 blanques dama · h2 blanques peó · b1 blanques torre · f1 blanques alfil · h1 negres dama | a8 negres torre · b8 negres cavall · e8 negres torre · g8 negres rei · a7 negres peó · b7 negres peó · f7 negres peó · h7 negres peó · d6 negres peó · g6 negres peó · c5 negres peó · d5 blanques peó · h5 blanques peó · c4 blanques peó · c3 blanques cavall · a2 blanques peó · b2 blanques peó · c2 blanques rei · d2 blanques dama · h2 blanques peó · b1 blanques torre · f1 blanques alfil · h1 negres dama | a8 negres torre · b8 negres cavall · e8 negres torre · g8 negres rei · a7 negres peó · b7 negres peó · f7 negres peó · h7 negres peó · d6 negres peó · g6 negres peó · c5 negres peó · d5 blanques peó · h5 blanques peó · c4 blanques peó · c3 blanques cavall · a2 blanques peó · b2 blanques peó · c2 blanques rei · d2 blanques dama · h2 blanques peó · b1 blanques torre · f1 blanques alfil · h1 negres dama | 6 |
| 5 | a8 negres torre · b8 negres cavall · e8 negres torre · g8 negres rei · a7 negres peó · b7 negres peó · f7 negres peó · h7 negres peó · d6 negres peó · g6 negres peó · c5 negres peó · d5 blanques peó · h5 blanques peó · c4 blanques peó · c3 blanques cavall · a2 blanques peó · b2 blanques peó · c2 blanques rei · d2 blanques dama · h2 blanques peó · b1 blanques torre · f1 blanques alfil · h1 negres dama | a8 negres torre · b8 negres cavall · e8 negres torre · g8 negres rei · a7 negres peó · b7 negres peó · f7 negres peó · h7 negres peó · d6 negres peó · g6 negres peó · c5 negres peó · d5 blanques peó · h5 blanques peó · c4 blanques peó · c3 blanques cavall · a2 blanques peó · b2 blanques peó · c2 blanques rei · d2 blanques dama · h2 blanques peó · b1 blanques torre · f1 blanques alfil · h1 negres dama | a8 negres torre · b8 negres cavall · e8 negres torre · g8 negres rei · a7 negres peó · b7 negres peó · f7 negres peó · h7 negres peó · d6 negres peó · g6 negres peó · c5 negres peó · d5 blanques peó · h5 blanques peó · c4 blanques peó · c3 blanques cavall · a2 blanques peó · b2 blanques peó · c2 blanques rei · d2 blanques dama · h2 blanques peó · b1 blanques torre · f1 blanques alfil · h1 negres dama | a8 negres torre · b8 negres cavall · e8 negres torre · g8 negres rei · a7 negres peó · b7 negres peó · f7 negres peó · h7 negres peó · d6 negres peó · g6 negres peó · c5 negres peó · d5 blanques peó · h5 blanques peó · c4 blanques peó · c3 blanques cavall · a2 blanques peó · b2 blanques peó · c2 blanques rei · d2 blanques dama · h2 blanques peó · b1 blanques torre · f1 blanques alfil · h1 negres dama | a8 negres torre · b8 negres cavall · e8 negres torre · g8 negres rei · a7 negres peó · b7 negres peó · f7 negres peó · h7 negres peó · d6 negres peó · g6 negres peó · c5 negres peó · d5 blanques peó · h5 blanques peó · c4 blanques peó · c3 blanques cavall · a2 blanques peó · b2 blanques peó · c2 blanques rei · d2 blanques dama · h2 blanques peó · b1 blanques torre · f1 blanques alfil · h1 negres dama | a8 negres torre · b8 negres cavall · e8 negres torre · g8 negres rei · a7 negres peó · b7 negres peó · f7 negres peó · h7 negres peó · d6 negres peó · g6 negres peó · c5 negres peó · d5 blanques peó · h5 blanques peó · c4 blanques peó · c3 blanques cavall · a2 blanques peó · b2 blanques peó · c2 blanques rei · d2 blanques dama · h2 blanques peó · b1 blanques torre · f1 blanques alfil · h1 negres dama | a8 negres torre · b8 negres cavall · e8 negres torre · g8 negres rei · a7 negres peó · b7 negres peó · f7 negres peó · h7 negres peó · d6 negres peó · g6 negres peó · c5 negres peó · d5 blanques peó · h5 blanques peó · c4 blanques peó · c3 blanques cavall · a2 blanques peó · b2 blanques peó · c2 blanques rei · d2 blanques dama · h2 blanques peó · b1 blanques torre · f1 blanques alfil · h1 negres dama | a8 negres torre · b8 negres cavall · e8 negres torre · g8 negres rei · a7 negres peó · b7 negres peó · f7 negres peó · h7 negres peó · d6 negres peó · g6 negres peó · c5 negres peó · d5 blanques peó · h5 blanques peó · c4 blanques peó · c3 blanques cavall · a2 blanques peó · b2 blanques peó · c2 blanques rei · d2 blanques dama · h2 blanques peó · b1 blanques torre · f1 blanques alfil · h1 negres dama | 5 |
| 4 | a8 negres torre · b8 negres cavall · e8 negres torre · g8 negres rei · a7 negres peó · b7 negres peó · f7 negres peó · h7 negres peó · d6 negres peó · g6 negres peó · c5 negres peó · d5 blanques peó · h5 blanques peó · c4 blanques peó · c3 blanques cavall · a2 blanques peó · b2 blanques peó · c2 blanques rei · d2 blanques dama · h2 blanques peó · b1 blanques torre · f1 blanques alfil · h1 negres dama | a8 negres torre · b8 negres cavall · e8 negres torre · g8 negres rei · a7 negres peó · b7 negres peó · f7 negres peó · h7 negres peó · d6 negres peó · g6 negres peó · c5 negres peó · d5 blanques peó · h5 blanques peó · c4 blanques peó · c3 blanques cavall · a2 blanques peó · b2 blanques peó · c2 blanques rei · d2 blanques dama · h2 blanques peó · b1 blanques torre · f1 blanques alfil · h1 negres dama | a8 negres torre · b8 negres cavall · e8 negres torre · g8 negres rei · a7 negres peó · b7 negres peó · f7 negres peó · h7 negres peó · d6 negres peó · g6 negres peó · c5 negres peó · d5 blanques peó · h5 blanques peó · c4 blanques peó · c3 blanques cavall · a2 blanques peó · b2 blanques peó · c2 blanques rei · d2 blanques dama · h2 blanques peó · b1 blanques torre · f1 blanques alfil · h1 negres dama | a8 negres torre · b8 negres cavall · e8 negres torre · g8 negres rei · a7 negres peó · b7 negres peó · f7 negres peó · h7 negres peó · d6 negres peó · g6 negres peó · c5 negres peó · d5 blanques peó · h5 blanques peó · c4 blanques peó · c3 blanques cavall · a2 blanques peó · b2 blanques peó · c2 blanques rei · d2 blanques dama · h2 blanques peó · b1 blanques torre · f1 blanques alfil · h1 negres dama | a8 negres torre · b8 negres cavall · e8 negres torre · g8 negres rei · a7 negres peó · b7 negres peó · f7 negres peó · h7 negres peó · d6 negres peó · g6 negres peó · c5 negres peó · d5 blanques peó · h5 blanques peó · c4 blanques peó · c3 blanques cavall · a2 blanques peó · b2 blanques peó · c2 blanques rei · d2 blanques dama · h2 blanques peó · b1 blanques torre · f1 blanques alfil · h1 negres dama | a8 negres torre · b8 negres cavall · e8 negres torre · g8 negres rei · a7 negres peó · b7 negres peó · f7 negres peó · h7 negres peó · d6 negres peó · g6 negres peó · c5 negres peó · d5 blanques peó · h5 blanques peó · c4 blanques peó · c3 blanques cavall · a2 blanques peó · b2 blanques peó · c2 blanques rei · d2 blanques dama · h2 blanques peó · b1 blanques torre · f1 blanques alfil · h1 negres dama | a8 negres torre · b8 negres cavall · e8 negres torre · g8 negres rei · a7 negres peó · b7 negres peó · f7 negres peó · h7 negres peó · d6 negres peó · g6 negres peó · c5 negres peó · d5 blanques peó · h5 blanques peó · c4 blanques peó · c3 blanques cavall · a2 blanques peó · b2 blanques peó · c2 blanques rei · d2 blanques dama · h2 blanques peó · b1 blanques torre · f1 blanques alfil · h1 negres dama | a8 negres torre · b8 negres cavall · e8 negres torre · g8 negres rei · a7 negres peó · b7 negres peó · f7 negres peó · h7 negres peó · d6 negres peó · g6 negres peó · c5 negres peó · d5 blanques peó · h5 blanques peó · c4 blanques peó · c3 blanques cavall · a2 blanques peó · b2 blanques peó · c2 blanques rei · d2 blanques dama · h2 blanques peó · b1 blanques torre · f1 blanques alfil · h1 negres dama | 4 |
| 3 | a8 negres torre · b8 negres cavall · e8 negres torre · g8 negres rei · a7 negres peó · b7 negres peó · f7 negres peó · h7 negres peó · d6 negres peó · g6 negres peó · c5 negres peó · d5 blanques peó · h5 blanques peó · c4 blanques peó · c3 blanques cavall · a2 blanques peó · b2 blanques peó · c2 blanques rei · d2 blanques dama · h2 blanques peó · b1 blanques torre · f1 blanques alfil · h1 negres dama | a8 negres torre · b8 negres cavall · e8 negres torre · g8 negres rei · a7 negres peó · b7 negres peó · f7 negres peó · h7 negres peó · d6 negres peó · g6 negres peó · c5 negres peó · d5 blanques peó · h5 blanques peó · c4 blanques peó · c3 blanques cavall · a2 blanques peó · b2 blanques peó · c2 blanques rei · d2 blanques dama · h2 blanques peó · b1 blanques torre · f1 blanques alfil · h1 negres dama | a8 negres torre · b8 negres cavall · e8 negres torre · g8 negres rei · a7 negres peó · b7 negres peó · f7 negres peó · h7 negres peó · d6 negres peó · g6 negres peó · c5 negres peó · d5 blanques peó · h5 blanques peó · c4 blanques peó · c3 blanques cavall · a2 blanques peó · b2 blanques peó · c2 blanques rei · d2 blanques dama · h2 blanques peó · b1 blanques torre · f1 blanques alfil · h1 negres dama | a8 negres torre · b8 negres cavall · e8 negres torre · g8 negres rei · a7 negres peó · b7 negres peó · f7 negres peó · h7 negres peó · d6 negres peó · g6 negres peó · c5 negres peó · d5 blanques peó · h5 blanques peó · c4 blanques peó · c3 blanques cavall · a2 blanques peó · b2 blanques peó · c2 blanques rei · d2 blanques dama · h2 blanques peó · b1 blanques torre · f1 blanques alfil · h1 negres dama | a8 negres torre · b8 negres cavall · e8 negres torre · g8 negres rei · a7 negres peó · b7 negres peó · f7 negres peó · h7 negres peó · d6 negres peó · g6 negres peó · c5 negres peó · d5 blanques peó · h5 blanques peó · c4 blanques peó · c3 blanques cavall · a2 blanques peó · b2 blanques peó · c2 blanques rei · d2 blanques dama · h2 blanques peó · b1 blanques torre · f1 blanques alfil · h1 negres dama | a8 negres torre · b8 negres cavall · e8 negres torre · g8 negres rei · a7 negres peó · b7 negres peó · f7 negres peó · h7 negres peó · d6 negres peó · g6 negres peó · c5 negres peó · d5 blanques peó · h5 blanques peó · c4 blanques peó · c3 blanques cavall · a2 blanques peó · b2 blanques peó · c2 blanques rei · d2 blanques dama · h2 blanques peó · b1 blanques torre · f1 blanques alfil · h1 negres dama | a8 negres torre · b8 negres cavall · e8 negres torre · g8 negres rei · a7 negres peó · b7 negres peó · f7 negres peó · h7 negres peó · d6 negres peó · g6 negres peó · c5 negres peó · d5 blanques peó · h5 blanques peó · c4 blanques peó · c3 blanques cavall · a2 blanques peó · b2 blanques peó · c2 blanques rei · d2 blanques dama · h2 blanques peó · b1 blanques torre · f1 blanques alfil · h1 negres dama | a8 negres torre · b8 negres cavall · e8 negres torre · g8 negres rei · a7 negres peó · b7 negres peó · f7 negres peó · h7 negres peó · d6 negres peó · g6 negres peó · c5 negres peó · d5 blanques peó · h5 blanques peó · c4 blanques peó · c3 blanques cavall · a2 blanques peó · b2 blanques peó · c2 blanques rei · d2 blanques dama · h2 blanques peó · b1 blanques torre · f1 blanques alfil · h1 negres dama | 3 |
| 2 | a8 negres torre · b8 negres cavall · e8 negres torre · g8 negres rei · a7 negres peó · b7 negres peó · f7 negres peó · h7 negres peó · d6 negres peó · g6 negres peó · c5 negres peó · d5 blanques peó · h5 blanques peó · c4 blanques peó · c3 blanques cavall · a2 blanques peó · b2 blanques peó · c2 blanques rei · d2 blanques dama · h2 blanques peó · b1 blanques torre · f1 blanques alfil · h1 negres dama | a8 negres torre · b8 negres cavall · e8 negres torre · g8 negres rei · a7 negres peó · b7 negres peó · f7 negres peó · h7 negres peó · d6 negres peó · g6 negres peó · c5 negres peó · d5 blanques peó · h5 blanques peó · c4 blanques peó · c3 blanques cavall · a2 blanques peó · b2 blanques peó · c2 blanques rei · d2 blanques dama · h2 blanques peó · b1 blanques torre · f1 blanques alfil · h1 negres dama | a8 negres torre · b8 negres cavall · e8 negres torre · g8 negres rei · a7 negres peó · b7 negres peó · f7 negres peó · h7 negres peó · d6 negres peó · g6 negres peó · c5 negres peó · d5 blanques peó · h5 blanques peó · c4 blanques peó · c3 blanques cavall · a2 blanques peó · b2 blanques peó · c2 blanques rei · d2 blanques dama · h2 blanques peó · b1 blanques torre · f1 blanques alfil · h1 negres dama | a8 negres torre · b8 negres cavall · e8 negres torre · g8 negres rei · a7 negres peó · b7 negres peó · f7 negres peó · h7 negres peó · d6 negres peó · g6 negres peó · c5 negres peó · d5 blanques peó · h5 blanques peó · c4 blanques peó · c3 blanques cavall · a2 blanques peó · b2 blanques peó · c2 blanques rei · d2 blanques dama · h2 blanques peó · b1 blanques torre · f1 blanques alfil · h1 negres dama | a8 negres torre · b8 negres cavall · e8 negres torre · g8 negres rei · a7 negres peó · b7 negres peó · f7 negres peó · h7 negres peó · d6 negres peó · g6 negres peó · c5 negres peó · d5 blanques peó · h5 blanques peó · c4 blanques peó · c3 blanques cavall · a2 blanques peó · b2 blanques peó · c2 blanques rei · d2 blanques dama · h2 blanques peó · b1 blanques torre · f1 blanques alfil · h1 negres dama | a8 negres torre · b8 negres cavall · e8 negres torre · g8 negres rei · a7 negres peó · b7 negres peó · f7 negres peó · h7 negres peó · d6 negres peó · g6 negres peó · c5 negres peó · d5 blanques peó · h5 blanques peó · c4 blanques peó · c3 blanques cavall · a2 blanques peó · b2 blanques peó · c2 blanques rei · d2 blanques dama · h2 blanques peó · b1 blanques torre · f1 blanques alfil · h1 negres dama | a8 negres torre · b8 negres cavall · e8 negres torre · g8 negres rei · a7 negres peó · b7 negres peó · f7 negres peó · h7 negres peó · d6 negres peó · g6 negres peó · c5 negres peó · d5 blanques peó · h5 blanques peó · c4 blanques peó · c3 blanques cavall · a2 blanques peó · b2 blanques peó · c2 blanques rei · d2 blanques dama · h2 blanques peó · b1 blanques torre · f1 blanques alfil · h1 negres dama | a8 negres torre · b8 negres cavall · e8 negres torre · g8 negres rei · a7 negres peó · b7 negres peó · f7 negres peó · h7 negres peó · d6 negres peó · g6 negres peó · c5 negres peó · d5 blanques peó · h5 blanques peó · c4 blanques peó · c3 blanques cavall · a2 blanques peó · b2 blanques peó · c2 blanques rei · d2 blanques dama · h2 blanques peó · b1 blanques torre · f1 blanques alfil · h1 negres dama | 2 |
| 1 | a8 negres torre · b8 negres cavall · e8 negres torre · g8 negres rei · a7 negres peó · b7 negres peó · f7 negres peó · h7 negres peó · d6 negres peó · g6 negres peó · c5 negres peó · d5 blanques peó · h5 blanques peó · c4 blanques peó · c3 blanques cavall · a2 blanques peó · b2 blanques peó · c2 blanques rei · d2 blanques dama · h2 blanques peó · b1 blanques torre · f1 blanques alfil · h1 negres dama | a8 negres torre · b8 negres cavall · e8 negres torre · g8 negres rei · a7 negres peó · b7 negres peó · f7 negres peó · h7 negres peó · d6 negres peó · g6 negres peó · c5 negres peó · d5 blanques peó · h5 blanques peó · c4 blanques peó · c3 blanques cavall · a2 blanques peó · b2 blanques peó · c2 blanques rei · d2 blanques dama · h2 blanques peó · b1 blanques torre · f1 blanques alfil · h1 negres dama | a8 negres torre · b8 negres cavall · e8 negres torre · g8 negres rei · a7 negres peó · b7 negres peó · f7 negres peó · h7 negres peó · d6 negres peó · g6 negres peó · c5 negres peó · d5 blanques peó · h5 blanques peó · c4 blanques peó · c3 blanques cavall · a2 blanques peó · b2 blanques peó · c2 blanques rei · d2 blanques dama · h2 blanques peó · b1 blanques torre · f1 blanques alfil · h1 negres dama | a8 negres torre · b8 negres cavall · e8 negres torre · g8 negres rei · a7 negres peó · b7 negres peó · f7 negres peó · h7 negres peó · d6 negres peó · g6 negres peó · c5 negres peó · d5 blanques peó · h5 blanques peó · c4 blanques peó · c3 blanques cavall · a2 blanques peó · b2 blanques peó · c2 blanques rei · d2 blanques dama · h2 blanques peó · b1 blanques torre · f1 blanques alfil · h1 negres dama | a8 negres torre · b8 negres cavall · e8 negres torre · g8 negres rei · a7 negres peó · b7 negres peó · f7 negres peó · h7 negres peó · d6 negres peó · g6 negres peó · c5 negres peó · d5 blanques peó · h5 blanques peó · c4 blanques peó · c3 blanques cavall · a2 blanques peó · b2 blanques peó · c2 blanques rei · d2 blanques dama · h2 blanques peó · b1 blanques torre · f1 blanques alfil · h1 negres dama | a8 negres torre · b8 negres cavall · e8 negres torre · g8 negres rei · a7 negres peó · b7 negres peó · f7 negres peó · h7 negres peó · d6 negres peó · g6 negres peó · c5 negres peó · d5 blanques peó · h5 blanques peó · c4 blanques peó · c3 blanques cavall · a2 blanques peó · b2 blanques peó · c2 blanques rei · d2 blanques dama · h2 blanques peó · b1 blanques torre · f1 blanques alfil · h1 negres dama | a8 negres torre · b8 negres cavall · e8 negres torre · g8 negres rei · a7 negres peó · b7 negres peó · f7 negres peó · h7 negres peó · d6 negres peó · g6 negres peó · c5 negres peó · d5 blanques peó · h5 blanques peó · c4 blanques peó · c3 blanques cavall · a2 blanques peó · b2 blanques peó · c2 blanques rei · d2 blanques dama · h2 blanques peó · b1 blanques torre · f1 blanques alfil · h1 negres dama | a8 negres torre · b8 negres cavall · e8 negres torre · g8 negres rei · a7 negres peó · b7 negres peó · f7 negres peó · h7 negres peó · d6 negres peó · g6 negres peó · c5 negres peó · d5 blanques peó · h5 blanques peó · c4 blanques peó · c3 blanques cavall · a2 blanques peó · b2 blanques peó · c2 blanques rei · d2 blanques dama · h2 blanques peó · b1 blanques torre · f1 blanques alfil · h1 negres dama | 1 |
|   | a | b | c | d | e | f | g | h |   |

En una defensa índia de rei (E60), Guélfand comet un greu error al 14è moviment, quan no preveu la jugada d'Anand 17.Df2, que atrapa la dama de Guélfand, a causa de l'amenaça Ad3; la dama es pot salvar amb 17...Cc6, que en qualsevol cas condueix a un significatiu desavantatge posicional, de manera que Guélfand es rendeix. Aquesta idea tampoc no va ser vista pels comentaristes (GMs) Péter Lékó i Ian Nepómniasxi, que preferien la posició negra fins que Anand va fer 17.Df2.

1.d4 Cf6 2.c4 g6 3.f3 c5 4.d5 d6 5.e4 Ag7 6.Ce2 0-0 7.Cec3 Ch5 8.Ag5 Af6 9.Axf6 exf6 10.Dd2 f5 11.exf5 Axf5 12.g4 Te8+ 13.Rd1 Axb1 14.Rxb1 Qf6?? 15.gxh5 Qxf3+ 16.Kc2 Qxh1 17.Qf2! 1-0

#### Partida 9, 23 de maig: Anand-Guélfand ½-½
Defensa nimzoíndia (E54)

1.d4 Cf6 2.c4 e6 3.Cc3 Ab4 4.e3 0-0 5.Ad3 d5 6.Cf3 c5 7.0-0 dxc4 8.Axc4 cxd4 9.exd4 b6 10.Ag5 Ab7 11.De2 Cbd7 12.Tac1 Tc8 13.Ad3 Axc3 14.bxc3 Dc7 15.c4 Axf3 16.Dxf3 Tfe8 17.Tfd1 h6 18.Ah4 Dd6 19.c5 bxc5 20.dxc5 Txc5 21.Ah7+ Rxh7 22.Txd6 Txc1+ 23.Td1 Tec8 24.h3 Ce5 25.De2 Cg6 26.Axf6 gxf6 27.Txc1 Txc1+ 28. Rh2 Tc7 29.Db2 Rg7 30. a4 Ce7 31.a5 Cd5 32.a6 Rh7 33.Dd4 f5 34.f4 Td7 35.Rg3 Rg6 36.Dh8 Cf6 37.Db8 h5 38.Rh4 Rh6 39.Db2 Rg6 40.Dc3 Ce4 41.Dc8 Cf6 42.Db8 Te7 43.g4 hxg4 44.hxg4 fxg4 45.De5 Cg8 46.Dg5+ Rh7 47.Dxg4 f6 48.Dg2 Rh8 49.De4 Rg7 ½–½ (Taules per mutu acord).

#### Partida 10, 24 de maig: Anand-Guélfand, ½–½
Defensa siciliana, (B30)

1.e4 c5 2. Cf3 Cc6 3.Ab5 e6 4.Axc6 bxc6 5. b3 e5 6.Cxe5 De7 7.Ab2 d6 8.Cc4 d5 9.Ce3 d4 10.Cc4 Dxe4+ 11.De2 Dxe2+ 12.Rxe2 Ae6 13.d3 Cf6 14.Cbd2 0-0-0 15.The1 Ae7 16.Rf1 The8 17.Aa3 Cd5 18.Ce4 Cb4 19.Te2 Axc4 20.bxc4 f5 21.Axb4 cxb4 22.Cd2 Ad6 23.Txe8 Txe8 24.Cb3 c5 25.a3 ½–½ (Taules per mutu acord).

#### Partida 11, 26 de maig: Guélfand-Anand, ½–½
|   | a | b | c | d | e | f | g | h |   |
| 8 | c8 negres torre · f8 negres torre · g8 negres rei · a7 negres peó · b7 negres peó · d7 negres cavall · f7 negres peó · g7 negres peó · h7 negres peó · c6 negres alfil · e6 negres peó · f6 negres cavall · h5 negres dama · c4 blanques peó · d4 blanques peó · f4 blanques alfil · a3 blanques peó · d3 blanques alfil · f3 blanques cavall · e2 blanques dama · f2 blanques peó · g2 blanques peó · h2 blanques peó · a1 blanques torre · d1 blanques torre · g1 blanques rei | c8 negres torre · f8 negres torre · g8 negres rei · a7 negres peó · b7 negres peó · d7 negres cavall · f7 negres peó · g7 negres peó · h7 negres peó · c6 negres alfil · e6 negres peó · f6 negres cavall · h5 negres dama · c4 blanques peó · d4 blanques peó · f4 blanques alfil · a3 blanques peó · d3 blanques alfil · f3 blanques cavall · e2 blanques dama · f2 blanques peó · g2 blanques peó · h2 blanques peó · a1 blanques torre · d1 blanques torre · g1 blanques rei | c8 negres torre · f8 negres torre · g8 negres rei · a7 negres peó · b7 negres peó · d7 negres cavall · f7 negres peó · g7 negres peó · h7 negres peó · c6 negres alfil · e6 negres peó · f6 negres cavall · h5 negres dama · c4 blanques peó · d4 blanques peó · f4 blanques alfil · a3 blanques peó · d3 blanques alfil · f3 blanques cavall · e2 blanques dama · f2 blanques peó · g2 blanques peó · h2 blanques peó · a1 blanques torre · d1 blanques torre · g1 blanques rei | c8 negres torre · f8 negres torre · g8 negres rei · a7 negres peó · b7 negres peó · d7 negres cavall · f7 negres peó · g7 negres peó · h7 negres peó · c6 negres alfil · e6 negres peó · f6 negres cavall · h5 negres dama · c4 blanques peó · d4 blanques peó · f4 blanques alfil · a3 blanques peó · d3 blanques alfil · f3 blanques cavall · e2 blanques dama · f2 blanques peó · g2 blanques peó · h2 blanques peó · a1 blanques torre · d1 blanques torre · g1 blanques rei | c8 negres torre · f8 negres torre · g8 negres rei · a7 negres peó · b7 negres peó · d7 negres cavall · f7 negres peó · g7 negres peó · h7 negres peó · c6 negres alfil · e6 negres peó · f6 negres cavall · h5 negres dama · c4 blanques peó · d4 blanques peó · f4 blanques alfil · a3 blanques peó · d3 blanques alfil · f3 blanques cavall · e2 blanques dama · f2 blanques peó · g2 blanques peó · h2 blanques peó · a1 blanques torre · d1 blanques torre · g1 blanques rei | c8 negres torre · f8 negres torre · g8 negres rei · a7 negres peó · b7 negres peó · d7 negres cavall · f7 negres peó · g7 negres peó · h7 negres peó · c6 negres alfil · e6 negres peó · f6 negres cavall · h5 negres dama · c4 blanques peó · d4 blanques peó · f4 blanques alfil · a3 blanques peó · d3 blanques alfil · f3 blanques cavall · e2 blanques dama · f2 blanques peó · g2 blanques peó · h2 blanques peó · a1 blanques torre · d1 blanques torre · g1 blanques rei | c8 negres torre · f8 negres torre · g8 negres rei · a7 negres peó · b7 negres peó · d7 negres cavall · f7 negres peó · g7 negres peó · h7 negres peó · c6 negres alfil · e6 negres peó · f6 negres cavall · h5 negres dama · c4 blanques peó · d4 blanques peó · f4 blanques alfil · a3 blanques peó · d3 blanques alfil · f3 blanques cavall · e2 blanques dama · f2 blanques peó · g2 blanques peó · h2 blanques peó · a1 blanques torre · d1 blanques torre · g1 blanques rei | c8 negres torre · f8 negres torre · g8 negres rei · a7 negres peó · b7 negres peó · d7 negres cavall · f7 negres peó · g7 negres peó · h7 negres peó · c6 negres alfil · e6 negres peó · f6 negres cavall · h5 negres dama · c4 blanques peó · d4 blanques peó · f4 blanques alfil · a3 blanques peó · d3 blanques alfil · f3 blanques cavall · e2 blanques dama · f2 blanques peó · g2 blanques peó · h2 blanques peó · a1 blanques torre · d1 blanques torre · g1 blanques rei | 8 |
| 7 | c8 negres torre · f8 negres torre · g8 negres rei · a7 negres peó · b7 negres peó · d7 negres cavall · f7 negres peó · g7 negres peó · h7 negres peó · c6 negres alfil · e6 negres peó · f6 negres cavall · h5 negres dama · c4 blanques peó · d4 blanques peó · f4 blanques alfil · a3 blanques peó · d3 blanques alfil · f3 blanques cavall · e2 blanques dama · f2 blanques peó · g2 blanques peó · h2 blanques peó · a1 blanques torre · d1 blanques torre · g1 blanques rei | c8 negres torre · f8 negres torre · g8 negres rei · a7 negres peó · b7 negres peó · d7 negres cavall · f7 negres peó · g7 negres peó · h7 negres peó · c6 negres alfil · e6 negres peó · f6 negres cavall · h5 negres dama · c4 blanques peó · d4 blanques peó · f4 blanques alfil · a3 blanques peó · d3 blanques alfil · f3 blanques cavall · e2 blanques dama · f2 blanques peó · g2 blanques peó · h2 blanques peó · a1 blanques torre · d1 blanques torre · g1 blanques rei | c8 negres torre · f8 negres torre · g8 negres rei · a7 negres peó · b7 negres peó · d7 negres cavall · f7 negres peó · g7 negres peó · h7 negres peó · c6 negres alfil · e6 negres peó · f6 negres cavall · h5 negres dama · c4 blanques peó · d4 blanques peó · f4 blanques alfil · a3 blanques peó · d3 blanques alfil · f3 blanques cavall · e2 blanques dama · f2 blanques peó · g2 blanques peó · h2 blanques peó · a1 blanques torre · d1 blanques torre · g1 blanques rei | c8 negres torre · f8 negres torre · g8 negres rei · a7 negres peó · b7 negres peó · d7 negres cavall · f7 negres peó · g7 negres peó · h7 negres peó · c6 negres alfil · e6 negres peó · f6 negres cavall · h5 negres dama · c4 blanques peó · d4 blanques peó · f4 blanques alfil · a3 blanques peó · d3 blanques alfil · f3 blanques cavall · e2 blanques dama · f2 blanques peó · g2 blanques peó · h2 blanques peó · a1 blanques torre · d1 blanques torre · g1 blanques rei | c8 negres torre · f8 negres torre · g8 negres rei · a7 negres peó · b7 negres peó · d7 negres cavall · f7 negres peó · g7 negres peó · h7 negres peó · c6 negres alfil · e6 negres peó · f6 negres cavall · h5 negres dama · c4 blanques peó · d4 blanques peó · f4 blanques alfil · a3 blanques peó · d3 blanques alfil · f3 blanques cavall · e2 blanques dama · f2 blanques peó · g2 blanques peó · h2 blanques peó · a1 blanques torre · d1 blanques torre · g1 blanques rei | c8 negres torre · f8 negres torre · g8 negres rei · a7 negres peó · b7 negres peó · d7 negres cavall · f7 negres peó · g7 negres peó · h7 negres peó · c6 negres alfil · e6 negres peó · f6 negres cavall · h5 negres dama · c4 blanques peó · d4 blanques peó · f4 blanques alfil · a3 blanques peó · d3 blanques alfil · f3 blanques cavall · e2 blanques dama · f2 blanques peó · g2 blanques peó · h2 blanques peó · a1 blanques torre · d1 blanques torre · g1 blanques rei | c8 negres torre · f8 negres torre · g8 negres rei · a7 negres peó · b7 negres peó · d7 negres cavall · f7 negres peó · g7 negres peó · h7 negres peó · c6 negres alfil · e6 negres peó · f6 negres cavall · h5 negres dama · c4 blanques peó · d4 blanques peó · f4 blanques alfil · a3 blanques peó · d3 blanques alfil · f3 blanques cavall · e2 blanques dama · f2 blanques peó · g2 blanques peó · h2 blanques peó · a1 blanques torre · d1 blanques torre · g1 blanques rei | c8 negres torre · f8 negres torre · g8 negres rei · a7 negres peó · b7 negres peó · d7 negres cavall · f7 negres peó · g7 negres peó · h7 negres peó · c6 negres alfil · e6 negres peó · f6 negres cavall · h5 negres dama · c4 blanques peó · d4 blanques peó · f4 blanques alfil · a3 blanques peó · d3 blanques alfil · f3 blanques cavall · e2 blanques dama · f2 blanques peó · g2 blanques peó · h2 blanques peó · a1 blanques torre · d1 blanques torre · g1 blanques rei | 7 |
| 6 | c8 negres torre · f8 negres torre · g8 negres rei · a7 negres peó · b7 negres peó · d7 negres cavall · f7 negres peó · g7 negres peó · h7 negres peó · c6 negres alfil · e6 negres peó · f6 negres cavall · h5 negres dama · c4 blanques peó · d4 blanques peó · f4 blanques alfil · a3 blanques peó · d3 blanques alfil · f3 blanques cavall · e2 blanques dama · f2 blanques peó · g2 blanques peó · h2 blanques peó · a1 blanques torre · d1 blanques torre · g1 blanques rei | c8 negres torre · f8 negres torre · g8 negres rei · a7 negres peó · b7 negres peó · d7 negres cavall · f7 negres peó · g7 negres peó · h7 negres peó · c6 negres alfil · e6 negres peó · f6 negres cavall · h5 negres dama · c4 blanques peó · d4 blanques peó · f4 blanques alfil · a3 blanques peó · d3 blanques alfil · f3 blanques cavall · e2 blanques dama · f2 blanques peó · g2 blanques peó · h2 blanques peó · a1 blanques torre · d1 blanques torre · g1 blanques rei | c8 negres torre · f8 negres torre · g8 negres rei · a7 negres peó · b7 negres peó · d7 negres cavall · f7 negres peó · g7 negres peó · h7 negres peó · c6 negres alfil · e6 negres peó · f6 negres cavall · h5 negres dama · c4 blanques peó · d4 blanques peó · f4 blanques alfil · a3 blanques peó · d3 blanques alfil · f3 blanques cavall · e2 blanques dama · f2 blanques peó · g2 blanques peó · h2 blanques peó · a1 blanques torre · d1 blanques torre · g1 blanques rei | c8 negres torre · f8 negres torre · g8 negres rei · a7 negres peó · b7 negres peó · d7 negres cavall · f7 negres peó · g7 negres peó · h7 negres peó · c6 negres alfil · e6 negres peó · f6 negres cavall · h5 negres dama · c4 blanques peó · d4 blanques peó · f4 blanques alfil · a3 blanques peó · d3 blanques alfil · f3 blanques cavall · e2 blanques dama · f2 blanques peó · g2 blanques peó · h2 blanques peó · a1 blanques torre · d1 blanques torre · g1 blanques rei | c8 negres torre · f8 negres torre · g8 negres rei · a7 negres peó · b7 negres peó · d7 negres cavall · f7 negres peó · g7 negres peó · h7 negres peó · c6 negres alfil · e6 negres peó · f6 negres cavall · h5 negres dama · c4 blanques peó · d4 blanques peó · f4 blanques alfil · a3 blanques peó · d3 blanques alfil · f3 blanques cavall · e2 blanques dama · f2 blanques peó · g2 blanques peó · h2 blanques peó · a1 blanques torre · d1 blanques torre · g1 blanques rei | c8 negres torre · f8 negres torre · g8 negres rei · a7 negres peó · b7 negres peó · d7 negres cavall · f7 negres peó · g7 negres peó · h7 negres peó · c6 negres alfil · e6 negres peó · f6 negres cavall · h5 negres dama · c4 blanques peó · d4 blanques peó · f4 blanques alfil · a3 blanques peó · d3 blanques alfil · f3 blanques cavall · e2 blanques dama · f2 blanques peó · g2 blanques peó · h2 blanques peó · a1 blanques torre · d1 blanques torre · g1 blanques rei | c8 negres torre · f8 negres torre · g8 negres rei · a7 negres peó · b7 negres peó · d7 negres cavall · f7 negres peó · g7 negres peó · h7 negres peó · c6 negres alfil · e6 negres peó · f6 negres cavall · h5 negres dama · c4 blanques peó · d4 blanques peó · f4 blanques alfil · a3 blanques peó · d3 blanques alfil · f3 blanques cavall · e2 blanques dama · f2 blanques peó · g2 blanques peó · h2 blanques peó · a1 blanques torre · d1 blanques torre · g1 blanques rei | c8 negres torre · f8 negres torre · g8 negres rei · a7 negres peó · b7 negres peó · d7 negres cavall · f7 negres peó · g7 negres peó · h7 negres peó · c6 negres alfil · e6 negres peó · f6 negres cavall · h5 negres dama · c4 blanques peó · d4 blanques peó · f4 blanques alfil · a3 blanques peó · d3 blanques alfil · f3 blanques cavall · e2 blanques dama · f2 blanques peó · g2 blanques peó · h2 blanques peó · a1 blanques torre · d1 blanques torre · g1 blanques rei | 6 |
| 5 | c8 negres torre · f8 negres torre · g8 negres rei · a7 negres peó · b7 negres peó · d7 negres cavall · f7 negres peó · g7 negres peó · h7 negres peó · c6 negres alfil · e6 negres peó · f6 negres cavall · h5 negres dama · c4 blanques peó · d4 blanques peó · f4 blanques alfil · a3 blanques peó · d3 blanques alfil · f3 blanques cavall · e2 blanques dama · f2 blanques peó · g2 blanques peó · h2 blanques peó · a1 blanques torre · d1 blanques torre · g1 blanques rei | c8 negres torre · f8 negres torre · g8 negres rei · a7 negres peó · b7 negres peó · d7 negres cavall · f7 negres peó · g7 negres peó · h7 negres peó · c6 negres alfil · e6 negres peó · f6 negres cavall · h5 negres dama · c4 blanques peó · d4 blanques peó · f4 blanques alfil · a3 blanques peó · d3 blanques alfil · f3 blanques cavall · e2 blanques dama · f2 blanques peó · g2 blanques peó · h2 blanques peó · a1 blanques torre · d1 blanques torre · g1 blanques rei | c8 negres torre · f8 negres torre · g8 negres rei · a7 negres peó · b7 negres peó · d7 negres cavall · f7 negres peó · g7 negres peó · h7 negres peó · c6 negres alfil · e6 negres peó · f6 negres cavall · h5 negres dama · c4 blanques peó · d4 blanques peó · f4 blanques alfil · a3 blanques peó · d3 blanques alfil · f3 blanques cavall · e2 blanques dama · f2 blanques peó · g2 blanques peó · h2 blanques peó · a1 blanques torre · d1 blanques torre · g1 blanques rei | c8 negres torre · f8 negres torre · g8 negres rei · a7 negres peó · b7 negres peó · d7 negres cavall · f7 negres peó · g7 negres peó · h7 negres peó · c6 negres alfil · e6 negres peó · f6 negres cavall · h5 negres dama · c4 blanques peó · d4 blanques peó · f4 blanques alfil · a3 blanques peó · d3 blanques alfil · f3 blanques cavall · e2 blanques dama · f2 blanques peó · g2 blanques peó · h2 blanques peó · a1 blanques torre · d1 blanques torre · g1 blanques rei | c8 negres torre · f8 negres torre · g8 negres rei · a7 negres peó · b7 negres peó · d7 negres cavall · f7 negres peó · g7 negres peó · h7 negres peó · c6 negres alfil · e6 negres peó · f6 negres cavall · h5 negres dama · c4 blanques peó · d4 blanques peó · f4 blanques alfil · a3 blanques peó · d3 blanques alfil · f3 blanques cavall · e2 blanques dama · f2 blanques peó · g2 blanques peó · h2 blanques peó · a1 blanques torre · d1 blanques torre · g1 blanques rei | c8 negres torre · f8 negres torre · g8 negres rei · a7 negres peó · b7 negres peó · d7 negres cavall · f7 negres peó · g7 negres peó · h7 negres peó · c6 negres alfil · e6 negres peó · f6 negres cavall · h5 negres dama · c4 blanques peó · d4 blanques peó · f4 blanques alfil · a3 blanques peó · d3 blanques alfil · f3 blanques cavall · e2 blanques dama · f2 blanques peó · g2 blanques peó · h2 blanques peó · a1 blanques torre · d1 blanques torre · g1 blanques rei | c8 negres torre · f8 negres torre · g8 negres rei · a7 negres peó · b7 negres peó · d7 negres cavall · f7 negres peó · g7 negres peó · h7 negres peó · c6 negres alfil · e6 negres peó · f6 negres cavall · h5 negres dama · c4 blanques peó · d4 blanques peó · f4 blanques alfil · a3 blanques peó · d3 blanques alfil · f3 blanques cavall · e2 blanques dama · f2 blanques peó · g2 blanques peó · h2 blanques peó · a1 blanques torre · d1 blanques torre · g1 blanques rei | c8 negres torre · f8 negres torre · g8 negres rei · a7 negres peó · b7 negres peó · d7 negres cavall · f7 negres peó · g7 negres peó · h7 negres peó · c6 negres alfil · e6 negres peó · f6 negres cavall · h5 negres dama · c4 blanques peó · d4 blanques peó · f4 blanques alfil · a3 blanques peó · d3 blanques alfil · f3 blanques cavall · e2 blanques dama · f2 blanques peó · g2 blanques peó · h2 blanques peó · a1 blanques torre · d1 blanques torre · g1 blanques rei | 5 |
| 4 | c8 negres torre · f8 negres torre · g8 negres rei · a7 negres peó · b7 negres peó · d7 negres cavall · f7 negres peó · g7 negres peó · h7 negres peó · c6 negres alfil · e6 negres peó · f6 negres cavall · h5 negres dama · c4 blanques peó · d4 blanques peó · f4 blanques alfil · a3 blanques peó · d3 blanques alfil · f3 blanques cavall · e2 blanques dama · f2 blanques peó · g2 blanques peó · h2 blanques peó · a1 blanques torre · d1 blanques torre · g1 blanques rei | c8 negres torre · f8 negres torre · g8 negres rei · a7 negres peó · b7 negres peó · d7 negres cavall · f7 negres peó · g7 negres peó · h7 negres peó · c6 negres alfil · e6 negres peó · f6 negres cavall · h5 negres dama · c4 blanques peó · d4 blanques peó · f4 blanques alfil · a3 blanques peó · d3 blanques alfil · f3 blanques cavall · e2 blanques dama · f2 blanques peó · g2 blanques peó · h2 blanques peó · a1 blanques torre · d1 blanques torre · g1 blanques rei | c8 negres torre · f8 negres torre · g8 negres rei · a7 negres peó · b7 negres peó · d7 negres cavall · f7 negres peó · g7 negres peó · h7 negres peó · c6 negres alfil · e6 negres peó · f6 negres cavall · h5 negres dama · c4 blanques peó · d4 blanques peó · f4 blanques alfil · a3 blanques peó · d3 blanques alfil · f3 blanques cavall · e2 blanques dama · f2 blanques peó · g2 blanques peó · h2 blanques peó · a1 blanques torre · d1 blanques torre · g1 blanques rei | c8 negres torre · f8 negres torre · g8 negres rei · a7 negres peó · b7 negres peó · d7 negres cavall · f7 negres peó · g7 negres peó · h7 negres peó · c6 negres alfil · e6 negres peó · f6 negres cavall · h5 negres dama · c4 blanques peó · d4 blanques peó · f4 blanques alfil · a3 blanques peó · d3 blanques alfil · f3 blanques cavall · e2 blanques dama · f2 blanques peó · g2 blanques peó · h2 blanques peó · a1 blanques torre · d1 blanques torre · g1 blanques rei | c8 negres torre · f8 negres torre · g8 negres rei · a7 negres peó · b7 negres peó · d7 negres cavall · f7 negres peó · g7 negres peó · h7 negres peó · c6 negres alfil · e6 negres peó · f6 negres cavall · h5 negres dama · c4 blanques peó · d4 blanques peó · f4 blanques alfil · a3 blanques peó · d3 blanques alfil · f3 blanques cavall · e2 blanques dama · f2 blanques peó · g2 blanques peó · h2 blanques peó · a1 blanques torre · d1 blanques torre · g1 blanques rei | c8 negres torre · f8 negres torre · g8 negres rei · a7 negres peó · b7 negres peó · d7 negres cavall · f7 negres peó · g7 negres peó · h7 negres peó · c6 negres alfil · e6 negres peó · f6 negres cavall · h5 negres dama · c4 blanques peó · d4 blanques peó · f4 blanques alfil · a3 blanques peó · d3 blanques alfil · f3 blanques cavall · e2 blanques dama · f2 blanques peó · g2 blanques peó · h2 blanques peó · a1 blanques torre · d1 blanques torre · g1 blanques rei | c8 negres torre · f8 negres torre · g8 negres rei · a7 negres peó · b7 negres peó · d7 negres cavall · f7 negres peó · g7 negres peó · h7 negres peó · c6 negres alfil · e6 negres peó · f6 negres cavall · h5 negres dama · c4 blanques peó · d4 blanques peó · f4 blanques alfil · a3 blanques peó · d3 blanques alfil · f3 blanques cavall · e2 blanques dama · f2 blanques peó · g2 blanques peó · h2 blanques peó · a1 blanques torre · d1 blanques torre · g1 blanques rei | c8 negres torre · f8 negres torre · g8 negres rei · a7 negres peó · b7 negres peó · d7 negres cavall · f7 negres peó · g7 negres peó · h7 negres peó · c6 negres alfil · e6 negres peó · f6 negres cavall · h5 negres dama · c4 blanques peó · d4 blanques peó · f4 blanques alfil · a3 blanques peó · d3 blanques alfil · f3 blanques cavall · e2 blanques dama · f2 blanques peó · g2 blanques peó · h2 blanques peó · a1 blanques torre · d1 blanques torre · g1 blanques rei | 4 |
| 3 | c8 negres torre · f8 negres torre · g8 negres rei · a7 negres peó · b7 negres peó · d7 negres cavall · f7 negres peó · g7 negres peó · h7 negres peó · c6 negres alfil · e6 negres peó · f6 negres cavall · h5 negres dama · c4 blanques peó · d4 blanques peó · f4 blanques alfil · a3 blanques peó · d3 blanques alfil · f3 blanques cavall · e2 blanques dama · f2 blanques peó · g2 blanques peó · h2 blanques peó · a1 blanques torre · d1 blanques torre · g1 blanques rei | c8 negres torre · f8 negres torre · g8 negres rei · a7 negres peó · b7 negres peó · d7 negres cavall · f7 negres peó · g7 negres peó · h7 negres peó · c6 negres alfil · e6 negres peó · f6 negres cavall · h5 negres dama · c4 blanques peó · d4 blanques peó · f4 blanques alfil · a3 blanques peó · d3 blanques alfil · f3 blanques cavall · e2 blanques dama · f2 blanques peó · g2 blanques peó · h2 blanques peó · a1 blanques torre · d1 blanques torre · g1 blanques rei | c8 negres torre · f8 negres torre · g8 negres rei · a7 negres peó · b7 negres peó · d7 negres cavall · f7 negres peó · g7 negres peó · h7 negres peó · c6 negres alfil · e6 negres peó · f6 negres cavall · h5 negres dama · c4 blanques peó · d4 blanques peó · f4 blanques alfil · a3 blanques peó · d3 blanques alfil · f3 blanques cavall · e2 blanques dama · f2 blanques peó · g2 blanques peó · h2 blanques peó · a1 blanques torre · d1 blanques torre · g1 blanques rei | c8 negres torre · f8 negres torre · g8 negres rei · a7 negres peó · b7 negres peó · d7 negres cavall · f7 negres peó · g7 negres peó · h7 negres peó · c6 negres alfil · e6 negres peó · f6 negres cavall · h5 negres dama · c4 blanques peó · d4 blanques peó · f4 blanques alfil · a3 blanques peó · d3 blanques alfil · f3 blanques cavall · e2 blanques dama · f2 blanques peó · g2 blanques peó · h2 blanques peó · a1 blanques torre · d1 blanques torre · g1 blanques rei | c8 negres torre · f8 negres torre · g8 negres rei · a7 negres peó · b7 negres peó · d7 negres cavall · f7 negres peó · g7 negres peó · h7 negres peó · c6 negres alfil · e6 negres peó · f6 negres cavall · h5 negres dama · c4 blanques peó · d4 blanques peó · f4 blanques alfil · a3 blanques peó · d3 blanques alfil · f3 blanques cavall · e2 blanques dama · f2 blanques peó · g2 blanques peó · h2 blanques peó · a1 blanques torre · d1 blanques torre · g1 blanques rei | c8 negres torre · f8 negres torre · g8 negres rei · a7 negres peó · b7 negres peó · d7 negres cavall · f7 negres peó · g7 negres peó · h7 negres peó · c6 negres alfil · e6 negres peó · f6 negres cavall · h5 negres dama · c4 blanques peó · d4 blanques peó · f4 blanques alfil · a3 blanques peó · d3 blanques alfil · f3 blanques cavall · e2 blanques dama · f2 blanques peó · g2 blanques peó · h2 blanques peó · a1 blanques torre · d1 blanques torre · g1 blanques rei | c8 negres torre · f8 negres torre · g8 negres rei · a7 negres peó · b7 negres peó · d7 negres cavall · f7 negres peó · g7 negres peó · h7 negres peó · c6 negres alfil · e6 negres peó · f6 negres cavall · h5 negres dama · c4 blanques peó · d4 blanques peó · f4 blanques alfil · a3 blanques peó · d3 blanques alfil · f3 blanques cavall · e2 blanques dama · f2 blanques peó · g2 blanques peó · h2 blanques peó · a1 blanques torre · d1 blanques torre · g1 blanques rei | c8 negres torre · f8 negres torre · g8 negres rei · a7 negres peó · b7 negres peó · d7 negres cavall · f7 negres peó · g7 negres peó · h7 negres peó · c6 negres alfil · e6 negres peó · f6 negres cavall · h5 negres dama · c4 blanques peó · d4 blanques peó · f4 blanques alfil · a3 blanques peó · d3 blanques alfil · f3 blanques cavall · e2 blanques dama · f2 blanques peó · g2 blanques peó · h2 blanques peó · a1 blanques torre · d1 blanques torre · g1 blanques rei | 3 |
| 2 | c8 negres torre · f8 negres torre · g8 negres rei · a7 negres peó · b7 negres peó · d7 negres cavall · f7 negres peó · g7 negres peó · h7 negres peó · c6 negres alfil · e6 negres peó · f6 negres cavall · h5 negres dama · c4 blanques peó · d4 blanques peó · f4 blanques alfil · a3 blanques peó · d3 blanques alfil · f3 blanques cavall · e2 blanques dama · f2 blanques peó · g2 blanques peó · h2 blanques peó · a1 blanques torre · d1 blanques torre · g1 blanques rei | c8 negres torre · f8 negres torre · g8 negres rei · a7 negres peó · b7 negres peó · d7 negres cavall · f7 negres peó · g7 negres peó · h7 negres peó · c6 negres alfil · e6 negres peó · f6 negres cavall · h5 negres dama · c4 blanques peó · d4 blanques peó · f4 blanques alfil · a3 blanques peó · d3 blanques alfil · f3 blanques cavall · e2 blanques dama · f2 blanques peó · g2 blanques peó · h2 blanques peó · a1 blanques torre · d1 blanques torre · g1 blanques rei | c8 negres torre · f8 negres torre · g8 negres rei · a7 negres peó · b7 negres peó · d7 negres cavall · f7 negres peó · g7 negres peó · h7 negres peó · c6 negres alfil · e6 negres peó · f6 negres cavall · h5 negres dama · c4 blanques peó · d4 blanques peó · f4 blanques alfil · a3 blanques peó · d3 blanques alfil · f3 blanques cavall · e2 blanques dama · f2 blanques peó · g2 blanques peó · h2 blanques peó · a1 blanques torre · d1 blanques torre · g1 blanques rei | c8 negres torre · f8 negres torre · g8 negres rei · a7 negres peó · b7 negres peó · d7 negres cavall · f7 negres peó · g7 negres peó · h7 negres peó · c6 negres alfil · e6 negres peó · f6 negres cavall · h5 negres dama · c4 blanques peó · d4 blanques peó · f4 blanques alfil · a3 blanques peó · d3 blanques alfil · f3 blanques cavall · e2 blanques dama · f2 blanques peó · g2 blanques peó · h2 blanques peó · a1 blanques torre · d1 blanques torre · g1 blanques rei | c8 negres torre · f8 negres torre · g8 negres rei · a7 negres peó · b7 negres peó · d7 negres cavall · f7 negres peó · g7 negres peó · h7 negres peó · c6 negres alfil · e6 negres peó · f6 negres cavall · h5 negres dama · c4 blanques peó · d4 blanques peó · f4 blanques alfil · a3 blanques peó · d3 blanques alfil · f3 blanques cavall · e2 blanques dama · f2 blanques peó · g2 blanques peó · h2 blanques peó · a1 blanques torre · d1 blanques torre · g1 blanques rei | c8 negres torre · f8 negres torre · g8 negres rei · a7 negres peó · b7 negres peó · d7 negres cavall · f7 negres peó · g7 negres peó · h7 negres peó · c6 negres alfil · e6 negres peó · f6 negres cavall · h5 negres dama · c4 blanques peó · d4 blanques peó · f4 blanques alfil · a3 blanques peó · d3 blanques alfil · f3 blanques cavall · e2 blanques dama · f2 blanques peó · g2 blanques peó · h2 blanques peó · a1 blanques torre · d1 blanques torre · g1 blanques rei | c8 negres torre · f8 negres torre · g8 negres rei · a7 negres peó · b7 negres peó · d7 negres cavall · f7 negres peó · g7 negres peó · h7 negres peó · c6 negres alfil · e6 negres peó · f6 negres cavall · h5 negres dama · c4 blanques peó · d4 blanques peó · f4 blanques alfil · a3 blanques peó · d3 blanques alfil · f3 blanques cavall · e2 blanques dama · f2 blanques peó · g2 blanques peó · h2 blanques peó · a1 blanques torre · d1 blanques torre · g1 blanques rei | c8 negres torre · f8 negres torre · g8 negres rei · a7 negres peó · b7 negres peó · d7 negres cavall · f7 negres peó · g7 negres peó · h7 negres peó · c6 negres alfil · e6 negres peó · f6 negres cavall · h5 negres dama · c4 blanques peó · d4 blanques peó · f4 blanques alfil · a3 blanques peó · d3 blanques alfil · f3 blanques cavall · e2 blanques dama · f2 blanques peó · g2 blanques peó · h2 blanques peó · a1 blanques torre · d1 blanques torre · g1 blanques rei | 2 |
| 1 | c8 negres torre · f8 negres torre · g8 negres rei · a7 negres peó · b7 negres peó · d7 negres cavall · f7 negres peó · g7 negres peó · h7 negres peó · c6 negres alfil · e6 negres peó · f6 negres cavall · h5 negres dama · c4 blanques peó · d4 blanques peó · f4 blanques alfil · a3 blanques peó · d3 blanques alfil · f3 blanques cavall · e2 blanques dama · f2 blanques peó · g2 blanques peó · h2 blanques peó · a1 blanques torre · d1 blanques torre · g1 blanques rei | c8 negres torre · f8 negres torre · g8 negres rei · a7 negres peó · b7 negres peó · d7 negres cavall · f7 negres peó · g7 negres peó · h7 negres peó · c6 negres alfil · e6 negres peó · f6 negres cavall · h5 negres dama · c4 blanques peó · d4 blanques peó · f4 blanques alfil · a3 blanques peó · d3 blanques alfil · f3 blanques cavall · e2 blanques dama · f2 blanques peó · g2 blanques peó · h2 blanques peó · a1 blanques torre · d1 blanques torre · g1 blanques rei | c8 negres torre · f8 negres torre · g8 negres rei · a7 negres peó · b7 negres peó · d7 negres cavall · f7 negres peó · g7 negres peó · h7 negres peó · c6 negres alfil · e6 negres peó · f6 negres cavall · h5 negres dama · c4 blanques peó · d4 blanques peó · f4 blanques alfil · a3 blanques peó · d3 blanques alfil · f3 blanques cavall · e2 blanques dama · f2 blanques peó · g2 blanques peó · h2 blanques peó · a1 blanques torre · d1 blanques torre · g1 blanques rei | c8 negres torre · f8 negres torre · g8 negres rei · a7 negres peó · b7 negres peó · d7 negres cavall · f7 negres peó · g7 negres peó · h7 negres peó · c6 negres alfil · e6 negres peó · f6 negres cavall · h5 negres dama · c4 blanques peó · d4 blanques peó · f4 blanques alfil · a3 blanques peó · d3 blanques alfil · f3 blanques cavall · e2 blanques dama · f2 blanques peó · g2 blanques peó · h2 blanques peó · a1 blanques torre · d1 blanques torre · g1 blanques rei | c8 negres torre · f8 negres torre · g8 negres rei · a7 negres peó · b7 negres peó · d7 negres cavall · f7 negres peó · g7 negres peó · h7 negres peó · c6 negres alfil · e6 negres peó · f6 negres cavall · h5 negres dama · c4 blanques peó · d4 blanques peó · f4 blanques alfil · a3 blanques peó · d3 blanques alfil · f3 blanques cavall · e2 blanques dama · f2 blanques peó · g2 blanques peó · h2 blanques peó · a1 blanques torre · d1 blanques torre · g1 blanques rei | c8 negres torre · f8 negres torre · g8 negres rei · a7 negres peó · b7 negres peó · d7 negres cavall · f7 negres peó · g7 negres peó · h7 negres peó · c6 negres alfil · e6 negres peó · f6 negres cavall · h5 negres dama · c4 blanques peó · d4 blanques peó · f4 blanques alfil · a3 blanques peó · d3 blanques alfil · f3 blanques cavall · e2 blanques dama · f2 blanques peó · g2 blanques peó · h2 blanques peó · a1 blanques torre · d1 blanques torre · g1 blanques rei | c8 negres torre · f8 negres torre · g8 negres rei · a7 negres peó · b7 negres peó · d7 negres cavall · f7 negres peó · g7 negres peó · h7 negres peó · c6 negres alfil · e6 negres peó · f6 negres cavall · h5 negres dama · c4 blanques peó · d4 blanques peó · f4 blanques alfil · a3 blanques peó · d3 blanques alfil · f3 blanques cavall · e2 blanques dama · f2 blanques peó · g2 blanques peó · h2 blanques peó · a1 blanques torre · d1 blanques torre · g1 blanques rei | c8 negres torre · f8 negres torre · g8 negres rei · a7 negres peó · b7 negres peó · d7 negres cavall · f7 negres peó · g7 negres peó · h7 negres peó · c6 negres alfil · e6 negres peó · f6 negres cavall · h5 negres dama · c4 blanques peó · d4 blanques peó · f4 blanques alfil · a3 blanques peó · d3 blanques alfil · f3 blanques cavall · e2 blanques dama · f2 blanques peó · g2 blanques peó · h2 blanques peó · a1 blanques torre · d1 blanques torre · g1 blanques rei | 1 |
|   | a | b | c | d | e | f | g | h |   |

La partida va començar amb una defensa Nimzoíndia com en la novena partida. La primera sorpresa de la partida fou al moviment 8, quan Anand feu 8...Ad7, un moviment de desenvolupament amb idea de donar al cavall la casella c6 en el futur. L'instigador d'aquest moviment fou David Bronstein, però fou popular i principalment jugat a mitjan segle xx.
Al moviment número 17 (vegeu el diagrama), Guélfand decidí no arriscar-se jugant 17.Ce5 en comptes de la més ambiciosa 17.Cd2 seguida de 17 ...e5! amb algunes complicacions. La posició després del canvi de dames era lleugerament millor per les blanques, però molt segura per les negres. Ambdós jugadors acordaren les taules després de 24 jugades.
Defensa nimzoíndia, (E54)

1.d4 Nf6 2.c4 e6 3.Nc3 Bb4 4.e3 O-O 5.Bd3 d5 6.Nf3 c5 7.O-O dxc4 8.Bxc4 Bd7 9.a3 Ba5 10.Qe2 Bc6 11.Rd1 Bxc3 12.bxc3 Nbd7 13.Bd3 Qa5 14.c4 cxd4 15.exd4 Qh5 16.Bf4 Rac8 17.Ne5 Qxe2 18.Bxe2 Nxe5 19.Bxe5 Rfd8 20.a4 Ne4 21.Rd3 f6 22.Bf4 Be8 23.Rb3 Rxd4 24.Be3 Rd7 ½–½ (Taules per mutu acord).

#### Partida 12, 28 de maig: Anand-Guélfand, ½–½
Defensa siciliana, (B30)

1.e4 c5 2.Nf3 Nc6 3.Bb5 e6 4.Bxc6 bxc6 5.d3 Ne7 6.b3 d6 7.e5 Ng6 8.h4 Nxe5 9.Nxe5 dxe5 10.Nd2 c4 11.Nxc4 Ba6 12.Qf3 Qd5 13.Qxd5 cxd5 14.Nxe5 f6 15.Nf3 e5 16.O-O Kf7 17.c4 Be7 18.Be3 Bb7 19.cxd5 Bxd5 20.Rfc1 a5 21.Bc5 Rhd8 22.Bxe7 ½-½ (Taules per mutu acord).

### Fase de desempats
Anand va retenir el títol mundial tot vencent en Guélfand en la fase de semiràpides. Va ser capaç de posar Guélfand en problemes de temps en totes quatre partides. A la segona, amb blanques, Anand va jugar molt ràpid mentre Guélfand estava forçat a fer les seves jugades amb molt pocs segons per gastar.

#### Partida 1, Guélfand-Anand, ½–½
|   | a | b | c | d | e | f | g | h |   |
| 8 | c8 negres torre · e8 negres torre · g8 negres rei · a7 negres peó · b7 negres peó · d7 negres alfil · f7 negres peó · g7 negres peó · h6 negres peó · d5 blanques peó · e5 negres alfil · a4 blanques peó · d4 negres peó · e4 blanques alfil · b3 negres dama · g3 blanques peó · b2 blanques alfil · d2 blanques dama · f2 blanques peó · h2 blanques peó · a1 blanques torre · b1 blanques torre · g1 blanques rei | c8 negres torre · e8 negres torre · g8 negres rei · a7 negres peó · b7 negres peó · d7 negres alfil · f7 negres peó · g7 negres peó · h6 negres peó · d5 blanques peó · e5 negres alfil · a4 blanques peó · d4 negres peó · e4 blanques alfil · b3 negres dama · g3 blanques peó · b2 blanques alfil · d2 blanques dama · f2 blanques peó · h2 blanques peó · a1 blanques torre · b1 blanques torre · g1 blanques rei | c8 negres torre · e8 negres torre · g8 negres rei · a7 negres peó · b7 negres peó · d7 negres alfil · f7 negres peó · g7 negres peó · h6 negres peó · d5 blanques peó · e5 negres alfil · a4 blanques peó · d4 negres peó · e4 blanques alfil · b3 negres dama · g3 blanques peó · b2 blanques alfil · d2 blanques dama · f2 blanques peó · h2 blanques peó · a1 blanques torre · b1 blanques torre · g1 blanques rei | c8 negres torre · e8 negres torre · g8 negres rei · a7 negres peó · b7 negres peó · d7 negres alfil · f7 negres peó · g7 negres peó · h6 negres peó · d5 blanques peó · e5 negres alfil · a4 blanques peó · d4 negres peó · e4 blanques alfil · b3 negres dama · g3 blanques peó · b2 blanques alfil · d2 blanques dama · f2 blanques peó · h2 blanques peó · a1 blanques torre · b1 blanques torre · g1 blanques rei | c8 negres torre · e8 negres torre · g8 negres rei · a7 negres peó · b7 negres peó · d7 negres alfil · f7 negres peó · g7 negres peó · h6 negres peó · d5 blanques peó · e5 negres alfil · a4 blanques peó · d4 negres peó · e4 blanques alfil · b3 negres dama · g3 blanques peó · b2 blanques alfil · d2 blanques dama · f2 blanques peó · h2 blanques peó · a1 blanques torre · b1 blanques torre · g1 blanques rei | c8 negres torre · e8 negres torre · g8 negres rei · a7 negres peó · b7 negres peó · d7 negres alfil · f7 negres peó · g7 negres peó · h6 negres peó · d5 blanques peó · e5 negres alfil · a4 blanques peó · d4 negres peó · e4 blanques alfil · b3 negres dama · g3 blanques peó · b2 blanques alfil · d2 blanques dama · f2 blanques peó · h2 blanques peó · a1 blanques torre · b1 blanques torre · g1 blanques rei | c8 negres torre · e8 negres torre · g8 negres rei · a7 negres peó · b7 negres peó · d7 negres alfil · f7 negres peó · g7 negres peó · h6 negres peó · d5 blanques peó · e5 negres alfil · a4 blanques peó · d4 negres peó · e4 blanques alfil · b3 negres dama · g3 blanques peó · b2 blanques alfil · d2 blanques dama · f2 blanques peó · h2 blanques peó · a1 blanques torre · b1 blanques torre · g1 blanques rei | c8 negres torre · e8 negres torre · g8 negres rei · a7 negres peó · b7 negres peó · d7 negres alfil · f7 negres peó · g7 negres peó · h6 negres peó · d5 blanques peó · e5 negres alfil · a4 blanques peó · d4 negres peó · e4 blanques alfil · b3 negres dama · g3 blanques peó · b2 blanques alfil · d2 blanques dama · f2 blanques peó · h2 blanques peó · a1 blanques torre · b1 blanques torre · g1 blanques rei | 8 |
| 7 | c8 negres torre · e8 negres torre · g8 negres rei · a7 negres peó · b7 negres peó · d7 negres alfil · f7 negres peó · g7 negres peó · h6 negres peó · d5 blanques peó · e5 negres alfil · a4 blanques peó · d4 negres peó · e4 blanques alfil · b3 negres dama · g3 blanques peó · b2 blanques alfil · d2 blanques dama · f2 blanques peó · h2 blanques peó · a1 blanques torre · b1 blanques torre · g1 blanques rei | c8 negres torre · e8 negres torre · g8 negres rei · a7 negres peó · b7 negres peó · d7 negres alfil · f7 negres peó · g7 negres peó · h6 negres peó · d5 blanques peó · e5 negres alfil · a4 blanques peó · d4 negres peó · e4 blanques alfil · b3 negres dama · g3 blanques peó · b2 blanques alfil · d2 blanques dama · f2 blanques peó · h2 blanques peó · a1 blanques torre · b1 blanques torre · g1 blanques rei | c8 negres torre · e8 negres torre · g8 negres rei · a7 negres peó · b7 negres peó · d7 negres alfil · f7 negres peó · g7 negres peó · h6 negres peó · d5 blanques peó · e5 negres alfil · a4 blanques peó · d4 negres peó · e4 blanques alfil · b3 negres dama · g3 blanques peó · b2 blanques alfil · d2 blanques dama · f2 blanques peó · h2 blanques peó · a1 blanques torre · b1 blanques torre · g1 blanques rei | c8 negres torre · e8 negres torre · g8 negres rei · a7 negres peó · b7 negres peó · d7 negres alfil · f7 negres peó · g7 negres peó · h6 negres peó · d5 blanques peó · e5 negres alfil · a4 blanques peó · d4 negres peó · e4 blanques alfil · b3 negres dama · g3 blanques peó · b2 blanques alfil · d2 blanques dama · f2 blanques peó · h2 blanques peó · a1 blanques torre · b1 blanques torre · g1 blanques rei | c8 negres torre · e8 negres torre · g8 negres rei · a7 negres peó · b7 negres peó · d7 negres alfil · f7 negres peó · g7 negres peó · h6 negres peó · d5 blanques peó · e5 negres alfil · a4 blanques peó · d4 negres peó · e4 blanques alfil · b3 negres dama · g3 blanques peó · b2 blanques alfil · d2 blanques dama · f2 blanques peó · h2 blanques peó · a1 blanques torre · b1 blanques torre · g1 blanques rei | c8 negres torre · e8 negres torre · g8 negres rei · a7 negres peó · b7 negres peó · d7 negres alfil · f7 negres peó · g7 negres peó · h6 negres peó · d5 blanques peó · e5 negres alfil · a4 blanques peó · d4 negres peó · e4 blanques alfil · b3 negres dama · g3 blanques peó · b2 blanques alfil · d2 blanques dama · f2 blanques peó · h2 blanques peó · a1 blanques torre · b1 blanques torre · g1 blanques rei | c8 negres torre · e8 negres torre · g8 negres rei · a7 negres peó · b7 negres peó · d7 negres alfil · f7 negres peó · g7 negres peó · h6 negres peó · d5 blanques peó · e5 negres alfil · a4 blanques peó · d4 negres peó · e4 blanques alfil · b3 negres dama · g3 blanques peó · b2 blanques alfil · d2 blanques dama · f2 blanques peó · h2 blanques peó · a1 blanques torre · b1 blanques torre · g1 blanques rei | c8 negres torre · e8 negres torre · g8 negres rei · a7 negres peó · b7 negres peó · d7 negres alfil · f7 negres peó · g7 negres peó · h6 negres peó · d5 blanques peó · e5 negres alfil · a4 blanques peó · d4 negres peó · e4 blanques alfil · b3 negres dama · g3 blanques peó · b2 blanques alfil · d2 blanques dama · f2 blanques peó · h2 blanques peó · a1 blanques torre · b1 blanques torre · g1 blanques rei | 7 |
| 6 | c8 negres torre · e8 negres torre · g8 negres rei · a7 negres peó · b7 negres peó · d7 negres alfil · f7 negres peó · g7 negres peó · h6 negres peó · d5 blanques peó · e5 negres alfil · a4 blanques peó · d4 negres peó · e4 blanques alfil · b3 negres dama · g3 blanques peó · b2 blanques alfil · d2 blanques dama · f2 blanques peó · h2 blanques peó · a1 blanques torre · b1 blanques torre · g1 blanques rei | c8 negres torre · e8 negres torre · g8 negres rei · a7 negres peó · b7 negres peó · d7 negres alfil · f7 negres peó · g7 negres peó · h6 negres peó · d5 blanques peó · e5 negres alfil · a4 blanques peó · d4 negres peó · e4 blanques alfil · b3 negres dama · g3 blanques peó · b2 blanques alfil · d2 blanques dama · f2 blanques peó · h2 blanques peó · a1 blanques torre · b1 blanques torre · g1 blanques rei | c8 negres torre · e8 negres torre · g8 negres rei · a7 negres peó · b7 negres peó · d7 negres alfil · f7 negres peó · g7 negres peó · h6 negres peó · d5 blanques peó · e5 negres alfil · a4 blanques peó · d4 negres peó · e4 blanques alfil · b3 negres dama · g3 blanques peó · b2 blanques alfil · d2 blanques dama · f2 blanques peó · h2 blanques peó · a1 blanques torre · b1 blanques torre · g1 blanques rei | c8 negres torre · e8 negres torre · g8 negres rei · a7 negres peó · b7 negres peó · d7 negres alfil · f7 negres peó · g7 negres peó · h6 negres peó · d5 blanques peó · e5 negres alfil · a4 blanques peó · d4 negres peó · e4 blanques alfil · b3 negres dama · g3 blanques peó · b2 blanques alfil · d2 blanques dama · f2 blanques peó · h2 blanques peó · a1 blanques torre · b1 blanques torre · g1 blanques rei | c8 negres torre · e8 negres torre · g8 negres rei · a7 negres peó · b7 negres peó · d7 negres alfil · f7 negres peó · g7 negres peó · h6 negres peó · d5 blanques peó · e5 negres alfil · a4 blanques peó · d4 negres peó · e4 blanques alfil · b3 negres dama · g3 blanques peó · b2 blanques alfil · d2 blanques dama · f2 blanques peó · h2 blanques peó · a1 blanques torre · b1 blanques torre · g1 blanques rei | c8 negres torre · e8 negres torre · g8 negres rei · a7 negres peó · b7 negres peó · d7 negres alfil · f7 negres peó · g7 negres peó · h6 negres peó · d5 blanques peó · e5 negres alfil · a4 blanques peó · d4 negres peó · e4 blanques alfil · b3 negres dama · g3 blanques peó · b2 blanques alfil · d2 blanques dama · f2 blanques peó · h2 blanques peó · a1 blanques torre · b1 blanques torre · g1 blanques rei | c8 negres torre · e8 negres torre · g8 negres rei · a7 negres peó · b7 negres peó · d7 negres alfil · f7 negres peó · g7 negres peó · h6 negres peó · d5 blanques peó · e5 negres alfil · a4 blanques peó · d4 negres peó · e4 blanques alfil · b3 negres dama · g3 blanques peó · b2 blanques alfil · d2 blanques dama · f2 blanques peó · h2 blanques peó · a1 blanques torre · b1 blanques torre · g1 blanques rei | c8 negres torre · e8 negres torre · g8 negres rei · a7 negres peó · b7 negres peó · d7 negres alfil · f7 negres peó · g7 negres peó · h6 negres peó · d5 blanques peó · e5 negres alfil · a4 blanques peó · d4 negres peó · e4 blanques alfil · b3 negres dama · g3 blanques peó · b2 blanques alfil · d2 blanques dama · f2 blanques peó · h2 blanques peó · a1 blanques torre · b1 blanques torre · g1 blanques rei | 6 |
| 5 | c8 negres torre · e8 negres torre · g8 negres rei · a7 negres peó · b7 negres peó · d7 negres alfil · f7 negres peó · g7 negres peó · h6 negres peó · d5 blanques peó · e5 negres alfil · a4 blanques peó · d4 negres peó · e4 blanques alfil · b3 negres dama · g3 blanques peó · b2 blanques alfil · d2 blanques dama · f2 blanques peó · h2 blanques peó · a1 blanques torre · b1 blanques torre · g1 blanques rei | c8 negres torre · e8 negres torre · g8 negres rei · a7 negres peó · b7 negres peó · d7 negres alfil · f7 negres peó · g7 negres peó · h6 negres peó · d5 blanques peó · e5 negres alfil · a4 blanques peó · d4 negres peó · e4 blanques alfil · b3 negres dama · g3 blanques peó · b2 blanques alfil · d2 blanques dama · f2 blanques peó · h2 blanques peó · a1 blanques torre · b1 blanques torre · g1 blanques rei | c8 negres torre · e8 negres torre · g8 negres rei · a7 negres peó · b7 negres peó · d7 negres alfil · f7 negres peó · g7 negres peó · h6 negres peó · d5 blanques peó · e5 negres alfil · a4 blanques peó · d4 negres peó · e4 blanques alfil · b3 negres dama · g3 blanques peó · b2 blanques alfil · d2 blanques dama · f2 blanques peó · h2 blanques peó · a1 blanques torre · b1 blanques torre · g1 blanques rei | c8 negres torre · e8 negres torre · g8 negres rei · a7 negres peó · b7 negres peó · d7 negres alfil · f7 negres peó · g7 negres peó · h6 negres peó · d5 blanques peó · e5 negres alfil · a4 blanques peó · d4 negres peó · e4 blanques alfil · b3 negres dama · g3 blanques peó · b2 blanques alfil · d2 blanques dama · f2 blanques peó · h2 blanques peó · a1 blanques torre · b1 blanques torre · g1 blanques rei | c8 negres torre · e8 negres torre · g8 negres rei · a7 negres peó · b7 negres peó · d7 negres alfil · f7 negres peó · g7 negres peó · h6 negres peó · d5 blanques peó · e5 negres alfil · a4 blanques peó · d4 negres peó · e4 blanques alfil · b3 negres dama · g3 blanques peó · b2 blanques alfil · d2 blanques dama · f2 blanques peó · h2 blanques peó · a1 blanques torre · b1 blanques torre · g1 blanques rei | c8 negres torre · e8 negres torre · g8 negres rei · a7 negres peó · b7 negres peó · d7 negres alfil · f7 negres peó · g7 negres peó · h6 negres peó · d5 blanques peó · e5 negres alfil · a4 blanques peó · d4 negres peó · e4 blanques alfil · b3 negres dama · g3 blanques peó · b2 blanques alfil · d2 blanques dama · f2 blanques peó · h2 blanques peó · a1 blanques torre · b1 blanques torre · g1 blanques rei | c8 negres torre · e8 negres torre · g8 negres rei · a7 negres peó · b7 negres peó · d7 negres alfil · f7 negres peó · g7 negres peó · h6 negres peó · d5 blanques peó · e5 negres alfil · a4 blanques peó · d4 negres peó · e4 blanques alfil · b3 negres dama · g3 blanques peó · b2 blanques alfil · d2 blanques dama · f2 blanques peó · h2 blanques peó · a1 blanques torre · b1 blanques torre · g1 blanques rei | c8 negres torre · e8 negres torre · g8 negres rei · a7 negres peó · b7 negres peó · d7 negres alfil · f7 negres peó · g7 negres peó · h6 negres peó · d5 blanques peó · e5 negres alfil · a4 blanques peó · d4 negres peó · e4 blanques alfil · b3 negres dama · g3 blanques peó · b2 blanques alfil · d2 blanques dama · f2 blanques peó · h2 blanques peó · a1 blanques torre · b1 blanques torre · g1 blanques rei | 5 |
| 4 | c8 negres torre · e8 negres torre · g8 negres rei · a7 negres peó · b7 negres peó · d7 negres alfil · f7 negres peó · g7 negres peó · h6 negres peó · d5 blanques peó · e5 negres alfil · a4 blanques peó · d4 negres peó · e4 blanques alfil · b3 negres dama · g3 blanques peó · b2 blanques alfil · d2 blanques dama · f2 blanques peó · h2 blanques peó · a1 blanques torre · b1 blanques torre · g1 blanques rei | c8 negres torre · e8 negres torre · g8 negres rei · a7 negres peó · b7 negres peó · d7 negres alfil · f7 negres peó · g7 negres peó · h6 negres peó · d5 blanques peó · e5 negres alfil · a4 blanques peó · d4 negres peó · e4 blanques alfil · b3 negres dama · g3 blanques peó · b2 blanques alfil · d2 blanques dama · f2 blanques peó · h2 blanques peó · a1 blanques torre · b1 blanques torre · g1 blanques rei | c8 negres torre · e8 negres torre · g8 negres rei · a7 negres peó · b7 negres peó · d7 negres alfil · f7 negres peó · g7 negres peó · h6 negres peó · d5 blanques peó · e5 negres alfil · a4 blanques peó · d4 negres peó · e4 blanques alfil · b3 negres dama · g3 blanques peó · b2 blanques alfil · d2 blanques dama · f2 blanques peó · h2 blanques peó · a1 blanques torre · b1 blanques torre · g1 blanques rei | c8 negres torre · e8 negres torre · g8 negres rei · a7 negres peó · b7 negres peó · d7 negres alfil · f7 negres peó · g7 negres peó · h6 negres peó · d5 blanques peó · e5 negres alfil · a4 blanques peó · d4 negres peó · e4 blanques alfil · b3 negres dama · g3 blanques peó · b2 blanques alfil · d2 blanques dama · f2 blanques peó · h2 blanques peó · a1 blanques torre · b1 blanques torre · g1 blanques rei | c8 negres torre · e8 negres torre · g8 negres rei · a7 negres peó · b7 negres peó · d7 negres alfil · f7 negres peó · g7 negres peó · h6 negres peó · d5 blanques peó · e5 negres alfil · a4 blanques peó · d4 negres peó · e4 blanques alfil · b3 negres dama · g3 blanques peó · b2 blanques alfil · d2 blanques dama · f2 blanques peó · h2 blanques peó · a1 blanques torre · b1 blanques torre · g1 blanques rei | c8 negres torre · e8 negres torre · g8 negres rei · a7 negres peó · b7 negres peó · d7 negres alfil · f7 negres peó · g7 negres peó · h6 negres peó · d5 blanques peó · e5 negres alfil · a4 blanques peó · d4 negres peó · e4 blanques alfil · b3 negres dama · g3 blanques peó · b2 blanques alfil · d2 blanques dama · f2 blanques peó · h2 blanques peó · a1 blanques torre · b1 blanques torre · g1 blanques rei | c8 negres torre · e8 negres torre · g8 negres rei · a7 negres peó · b7 negres peó · d7 negres alfil · f7 negres peó · g7 negres peó · h6 negres peó · d5 blanques peó · e5 negres alfil · a4 blanques peó · d4 negres peó · e4 blanques alfil · b3 negres dama · g3 blanques peó · b2 blanques alfil · d2 blanques dama · f2 blanques peó · h2 blanques peó · a1 blanques torre · b1 blanques torre · g1 blanques rei | c8 negres torre · e8 negres torre · g8 negres rei · a7 negres peó · b7 negres peó · d7 negres alfil · f7 negres peó · g7 negres peó · h6 negres peó · d5 blanques peó · e5 negres alfil · a4 blanques peó · d4 negres peó · e4 blanques alfil · b3 negres dama · g3 blanques peó · b2 blanques alfil · d2 blanques dama · f2 blanques peó · h2 blanques peó · a1 blanques torre · b1 blanques torre · g1 blanques rei | 4 |
| 3 | c8 negres torre · e8 negres torre · g8 negres rei · a7 negres peó · b7 negres peó · d7 negres alfil · f7 negres peó · g7 negres peó · h6 negres peó · d5 blanques peó · e5 negres alfil · a4 blanques peó · d4 negres peó · e4 blanques alfil · b3 negres dama · g3 blanques peó · b2 blanques alfil · d2 blanques dama · f2 blanques peó · h2 blanques peó · a1 blanques torre · b1 blanques torre · g1 blanques rei | c8 negres torre · e8 negres torre · g8 negres rei · a7 negres peó · b7 negres peó · d7 negres alfil · f7 negres peó · g7 negres peó · h6 negres peó · d5 blanques peó · e5 negres alfil · a4 blanques peó · d4 negres peó · e4 blanques alfil · b3 negres dama · g3 blanques peó · b2 blanques alfil · d2 blanques dama · f2 blanques peó · h2 blanques peó · a1 blanques torre · b1 blanques torre · g1 blanques rei | c8 negres torre · e8 negres torre · g8 negres rei · a7 negres peó · b7 negres peó · d7 negres alfil · f7 negres peó · g7 negres peó · h6 negres peó · d5 blanques peó · e5 negres alfil · a4 blanques peó · d4 negres peó · e4 blanques alfil · b3 negres dama · g3 blanques peó · b2 blanques alfil · d2 blanques dama · f2 blanques peó · h2 blanques peó · a1 blanques torre · b1 blanques torre · g1 blanques rei | c8 negres torre · e8 negres torre · g8 negres rei · a7 negres peó · b7 negres peó · d7 negres alfil · f7 negres peó · g7 negres peó · h6 negres peó · d5 blanques peó · e5 negres alfil · a4 blanques peó · d4 negres peó · e4 blanques alfil · b3 negres dama · g3 blanques peó · b2 blanques alfil · d2 blanques dama · f2 blanques peó · h2 blanques peó · a1 blanques torre · b1 blanques torre · g1 blanques rei | c8 negres torre · e8 negres torre · g8 negres rei · a7 negres peó · b7 negres peó · d7 negres alfil · f7 negres peó · g7 negres peó · h6 negres peó · d5 blanques peó · e5 negres alfil · a4 blanques peó · d4 negres peó · e4 blanques alfil · b3 negres dama · g3 blanques peó · b2 blanques alfil · d2 blanques dama · f2 blanques peó · h2 blanques peó · a1 blanques torre · b1 blanques torre · g1 blanques rei | c8 negres torre · e8 negres torre · g8 negres rei · a7 negres peó · b7 negres peó · d7 negres alfil · f7 negres peó · g7 negres peó · h6 negres peó · d5 blanques peó · e5 negres alfil · a4 blanques peó · d4 negres peó · e4 blanques alfil · b3 negres dama · g3 blanques peó · b2 blanques alfil · d2 blanques dama · f2 blanques peó · h2 blanques peó · a1 blanques torre · b1 blanques torre · g1 blanques rei | c8 negres torre · e8 negres torre · g8 negres rei · a7 negres peó · b7 negres peó · d7 negres alfil · f7 negres peó · g7 negres peó · h6 negres peó · d5 blanques peó · e5 negres alfil · a4 blanques peó · d4 negres peó · e4 blanques alfil · b3 negres dama · g3 blanques peó · b2 blanques alfil · d2 blanques dama · f2 blanques peó · h2 blanques peó · a1 blanques torre · b1 blanques torre · g1 blanques rei | c8 negres torre · e8 negres torre · g8 negres rei · a7 negres peó · b7 negres peó · d7 negres alfil · f7 negres peó · g7 negres peó · h6 negres peó · d5 blanques peó · e5 negres alfil · a4 blanques peó · d4 negres peó · e4 blanques alfil · b3 negres dama · g3 blanques peó · b2 blanques alfil · d2 blanques dama · f2 blanques peó · h2 blanques peó · a1 blanques torre · b1 blanques torre · g1 blanques rei | 3 |
| 2 | c8 negres torre · e8 negres torre · g8 negres rei · a7 negres peó · b7 negres peó · d7 negres alfil · f7 negres peó · g7 negres peó · h6 negres peó · d5 blanques peó · e5 negres alfil · a4 blanques peó · d4 negres peó · e4 blanques alfil · b3 negres dama · g3 blanques peó · b2 blanques alfil · d2 blanques dama · f2 blanques peó · h2 blanques peó · a1 blanques torre · b1 blanques torre · g1 blanques rei | c8 negres torre · e8 negres torre · g8 negres rei · a7 negres peó · b7 negres peó · d7 negres alfil · f7 negres peó · g7 negres peó · h6 negres peó · d5 blanques peó · e5 negres alfil · a4 blanques peó · d4 negres peó · e4 blanques alfil · b3 negres dama · g3 blanques peó · b2 blanques alfil · d2 blanques dama · f2 blanques peó · h2 blanques peó · a1 blanques torre · b1 blanques torre · g1 blanques rei | c8 negres torre · e8 negres torre · g8 negres rei · a7 negres peó · b7 negres peó · d7 negres alfil · f7 negres peó · g7 negres peó · h6 negres peó · d5 blanques peó · e5 negres alfil · a4 blanques peó · d4 negres peó · e4 blanques alfil · b3 negres dama · g3 blanques peó · b2 blanques alfil · d2 blanques dama · f2 blanques peó · h2 blanques peó · a1 blanques torre · b1 blanques torre · g1 blanques rei | c8 negres torre · e8 negres torre · g8 negres rei · a7 negres peó · b7 negres peó · d7 negres alfil · f7 negres peó · g7 negres peó · h6 negres peó · d5 blanques peó · e5 negres alfil · a4 blanques peó · d4 negres peó · e4 blanques alfil · b3 negres dama · g3 blanques peó · b2 blanques alfil · d2 blanques dama · f2 blanques peó · h2 blanques peó · a1 blanques torre · b1 blanques torre · g1 blanques rei | c8 negres torre · e8 negres torre · g8 negres rei · a7 negres peó · b7 negres peó · d7 negres alfil · f7 negres peó · g7 negres peó · h6 negres peó · d5 blanques peó · e5 negres alfil · a4 blanques peó · d4 negres peó · e4 blanques alfil · b3 negres dama · g3 blanques peó · b2 blanques alfil · d2 blanques dama · f2 blanques peó · h2 blanques peó · a1 blanques torre · b1 blanques torre · g1 blanques rei | c8 negres torre · e8 negres torre · g8 negres rei · a7 negres peó · b7 negres peó · d7 negres alfil · f7 negres peó · g7 negres peó · h6 negres peó · d5 blanques peó · e5 negres alfil · a4 blanques peó · d4 negres peó · e4 blanques alfil · b3 negres dama · g3 blanques peó · b2 blanques alfil · d2 blanques dama · f2 blanques peó · h2 blanques peó · a1 blanques torre · b1 blanques torre · g1 blanques rei | c8 negres torre · e8 negres torre · g8 negres rei · a7 negres peó · b7 negres peó · d7 negres alfil · f7 negres peó · g7 negres peó · h6 negres peó · d5 blanques peó · e5 negres alfil · a4 blanques peó · d4 negres peó · e4 blanques alfil · b3 negres dama · g3 blanques peó · b2 blanques alfil · d2 blanques dama · f2 blanques peó · h2 blanques peó · a1 blanques torre · b1 blanques torre · g1 blanques rei | c8 negres torre · e8 negres torre · g8 negres rei · a7 negres peó · b7 negres peó · d7 negres alfil · f7 negres peó · g7 negres peó · h6 negres peó · d5 blanques peó · e5 negres alfil · a4 blanques peó · d4 negres peó · e4 blanques alfil · b3 negres dama · g3 blanques peó · b2 blanques alfil · d2 blanques dama · f2 blanques peó · h2 blanques peó · a1 blanques torre · b1 blanques torre · g1 blanques rei | 2 |
| 1 | c8 negres torre · e8 negres torre · g8 negres rei · a7 negres peó · b7 negres peó · d7 negres alfil · f7 negres peó · g7 negres peó · h6 negres peó · d5 blanques peó · e5 negres alfil · a4 blanques peó · d4 negres peó · e4 blanques alfil · b3 negres dama · g3 blanques peó · b2 blanques alfil · d2 blanques dama · f2 blanques peó · h2 blanques peó · a1 blanques torre · b1 blanques torre · g1 blanques rei | c8 negres torre · e8 negres torre · g8 negres rei · a7 negres peó · b7 negres peó · d7 negres alfil · f7 negres peó · g7 negres peó · h6 negres peó · d5 blanques peó · e5 negres alfil · a4 blanques peó · d4 negres peó · e4 blanques alfil · b3 negres dama · g3 blanques peó · b2 blanques alfil · d2 blanques dama · f2 blanques peó · h2 blanques peó · a1 blanques torre · b1 blanques torre · g1 blanques rei | c8 negres torre · e8 negres torre · g8 negres rei · a7 negres peó · b7 negres peó · d7 negres alfil · f7 negres peó · g7 negres peó · h6 negres peó · d5 blanques peó · e5 negres alfil · a4 blanques peó · d4 negres peó · e4 blanques alfil · b3 negres dama · g3 blanques peó · b2 blanques alfil · d2 blanques dama · f2 blanques peó · h2 blanques peó · a1 blanques torre · b1 blanques torre · g1 blanques rei | c8 negres torre · e8 negres torre · g8 negres rei · a7 negres peó · b7 negres peó · d7 negres alfil · f7 negres peó · g7 negres peó · h6 negres peó · d5 blanques peó · e5 negres alfil · a4 blanques peó · d4 negres peó · e4 blanques alfil · b3 negres dama · g3 blanques peó · b2 blanques alfil · d2 blanques dama · f2 blanques peó · h2 blanques peó · a1 blanques torre · b1 blanques torre · g1 blanques rei | c8 negres torre · e8 negres torre · g8 negres rei · a7 negres peó · b7 negres peó · d7 negres alfil · f7 negres peó · g7 negres peó · h6 negres peó · d5 blanques peó · e5 negres alfil · a4 blanques peó · d4 negres peó · e4 blanques alfil · b3 negres dama · g3 blanques peó · b2 blanques alfil · d2 blanques dama · f2 blanques peó · h2 blanques peó · a1 blanques torre · b1 blanques torre · g1 blanques rei | c8 negres torre · e8 negres torre · g8 negres rei · a7 negres peó · b7 negres peó · d7 negres alfil · f7 negres peó · g7 negres peó · h6 negres peó · d5 blanques peó · e5 negres alfil · a4 blanques peó · d4 negres peó · e4 blanques alfil · b3 negres dama · g3 blanques peó · b2 blanques alfil · d2 blanques dama · f2 blanques peó · h2 blanques peó · a1 blanques torre · b1 blanques torre · g1 blanques rei | c8 negres torre · e8 negres torre · g8 negres rei · a7 negres peó · b7 negres peó · d7 negres alfil · f7 negres peó · g7 negres peó · h6 negres peó · d5 blanques peó · e5 negres alfil · a4 blanques peó · d4 negres peó · e4 blanques alfil · b3 negres dama · g3 blanques peó · b2 blanques alfil · d2 blanques dama · f2 blanques peó · h2 blanques peó · a1 blanques torre · b1 blanques torre · g1 blanques rei | c8 negres torre · e8 negres torre · g8 negres rei · a7 negres peó · b7 negres peó · d7 negres alfil · f7 negres peó · g7 negres peó · h6 negres peó · d5 blanques peó · e5 negres alfil · a4 blanques peó · d4 negres peó · e4 blanques alfil · b3 negres dama · g3 blanques peó · b2 blanques alfil · d2 blanques dama · f2 blanques peó · h2 blanques peó · a1 blanques torre · b1 blanques torre · g1 blanques rei | 1 |
|   | a | b | c | d | e | f | g | h |   |

Defensa semieslava, (D45)
1.d4 d5 2.c4 c6 3.Nc3 Nf6 4.e3 e6 5.Nf3 Nbd7 6.Qc2 Bd6 7.Bd3 O-O 8.O-O e5 9.cxd5 cxd5 10.e4 exd4 11.Nxd5 Nxd5 12.exd5 h6 13.b3 Ne5 14.Nxe5 Bxe5 15.Re1 Re8 16.Bb2 Bd7 17.Qd2 Qf6 18.g3 Rac8 19.a4 Qf3 20.Be4 Qxb3 21.Reb1 Bxg3 22.Ra3 Qb6 23.Bxd4 Bxh2+ 24.Kxh2 Qd6+ 25.Rg3 Rxe4 26.Bxg7 Kh7 27.Rxb7 Rg8 28.Qxh6+ Qxh6+ 29.Bxh6 Rxg3 30.Kxg3 Bc8 31.Rc7 Kxh6 32.Rxc8 Rxa4 ½–½ (Taules per mutu acord).

#### Partida 2, Anand-Guélfand, 1-0
1. e4 c5 2. Nf3 Nc6 3. Bb5 e6 4. Bxc6 bxc6 5. b3 e5 6. Nxe5 Qe7 7. d4 d6 8. Nxc6 Qxe4+ 9. Qe2 Qxe2+ 10. Kxe2 Bb7 11. Na5 Bxg2 12. Rg1 Bh3 13. dxc5 dxc5 14. Nc3 O-O-O 15. Bf4 Bd6 16. Bxd6 Rxd6 17. Rg5 Nf6 18. Rxc5+ Kb8 19. Nc4 Re8+ 20. Ne3 Ng4 21. Nd5 Nxe3 22. Nxe3 Bg4+ 23. f3 Bc8 24. Re1 Rh6 25. Rh1 Rhe6 26. Rc3 f5 27. Kd2 f4 28. Nd5 g5 29. Rd3 Re2+ 30. Kc1 Rf2 31. h4 Ree2 32. Rc3 Bb7 33. Rd1 gxh4 34. Nxf4 Re8 35. Rh1 Rc8 36. Rxc8+ Bxc8 37. Rxh4 Bf5 38. Rh5 Bxc2 39. Rb5+ Ka8 40. Nd5 a6 41. Ra5 Kb7 42. Nb4 Bg6 43. Nxa6 Rxf3 44. Nc5+ Kb6 45. b4 Rf4 46. a3 Rg4 47. Kd2 h5 48. Nd7+ Kb7 49. Ne5 Rg2+ 50. Kc3 Be8 51. Nd3 h4 52. Re5 Bg6 53. Nf4 Rg3+ 54. Kd4 Bc2 55. Rh5 Rxa3 56. Rxh4 Rg3 57. Nd5 Rg5 58. b5 Bf5 59. Rh6 Bg4 60. Rf6 Rf5 61. Rb6+ Ka7 62. Rg6 Bf3 63. Rg7+ Kb8 64. Nc3 Bb7 65. Kc4 Bf3 66. Kb4 Bd5 67. Na4 Rf7 68. Rg5 Bf3 69. Nc5 Kc7 70. Rg6 Kd8 71. Ka5 Rf5 72. Ne6+ Kc8 73. Nd4 Rf8 74. Nxf3 Rxf3 75. Kb6 Rb3 76. Rg8+ Kd7 77. Rb8 1-0 les negres abandonen.

#### Partida 3, Guélfand-Anand, ½–½
1. d4 d5 2. c4 c6 3. Nf3 Nf6 4. e3 Bf5 5. Nc3 e6 6. Nh4 Bg6 7. Nxg6 hxg6 8. Bd3 Nbd7 9. O-O Bd6 10. h3 O-O 11. Qc2 Qe7 12. Rd1 Rac8 13. c5 Bb8 14. f4 Ne8 15. b4 g5 16. Rb1 f5 17. b5 gxf4 18. exf4 Nef6 19. bxc6 bxc6 20. Ba6 Rc7 21. Be3 Ne4 22. Rb2 g5 23. Rdb1 gxf4 24. Bxf4 e5 25. Bxe5 Nxe5 26. Rxb8 Ng6 27. Nxe4 fxe4 28. Qf2 Qg7 29. Kh2 Rcf7 30. Qg3 Nf4 31. R8b3 Qxg3+ 32. Rxg3+ Kh7 33. Rd1 Ne6 34. Be2 Rf2 35. Bg4 Nf4 36. Rb1 Rf7 37. Rb8 Rxa2 38. Rc8 e3 39. Rxe3 Rxg2+ 40. Kh1 Rd2 41. Rxc6 Ne6 42. Rf3 Rxf3 43. Bxf3 Nxd4 44. Rc7+ Kh6 45. Bxd5 Rc2 46. Be4 Rc3 47. Kg2 Kg5 48. Kh2 Nf3+ 49. Bxf3 Rxf3 50. Rxa7 Rc3 51. Rc7 Kf4 52. Rc8 Ke5 53. c6 Kd6 54. h4 Ra3 55. Kg2 Re3 56. h5 Re5 57. h6 Rh5 58. Rh8 Kxc6 59. Rh7 Kd6 ½–½ (Taules per mutu acord).

#### Partida 4, Anand-Guélfand, ½–½
1. e4 c5 2. Nf3 d6 3. Bb5+ Nd7 4. d4 Ngf6 5. e5 Qa5+ 6. Nc3 Ne4 7. Bd2 Nxc3 8. Bxd7+ Bxd7 9. Bxc3 Qa6 10. exd6 exd6 11. Qe2+ Qxe2+ 12. Kxe2 f6 13. b3 Bb5+ 14. Kd2 Bc6 15. Rad1 Kf7 16. Kc1 Be7 17. d5 Bd7 18. Bb2 b5 19. Nd2 a5 20. Rhe1 Rhe8 21. Re3 f5 22. Rde1 g5 23. c4 b4 24. g3 Bf8 25. Rxe8 Bxe8 26. Nf3 Kg6 27. Re6+ Kh5 28. h3 Bf7 29. Rf6 Bg6 30. Re6 Re8 31. Bf6 g4 32. hxg4+ Kxg4 33. Nh2+ Kh3 34. Nf3 f4 35. gxf4 Kg4 36. Ng5 Ra8 37. Re3 Kf5 38. Bb2 a4 39. Ne6 Bh6 40. Rh3 Bxf4+ 41. Nxf4 Kxf4 42. Bf6 Ra7 43. Re3 Be4 44. Bh4 axb3 45. Bg3+ Kf5 46. axb3 Ra1+ 47. Kd2 Ra2+ 48. Ke1 Ra6 49. f3 Bb1 50. Kd2 h5 51. Kc1 h4 52. Bxh4 Kf4 53. Bg5+ Kxg5 54. Kxb1 Kf4 55. Re6 Kxf3 56. Kb2 ½ – ½ (Taules per mutu acord).

## Desenvolupament final del matx
|                   | Rating | 1 | 2 | 3 | 4 | 5 | 6 | 7 | 8 | 9 | 10 | 11 | 12 | Punts | R1 | R2 | R3 | R4 | Total |
| ----------------- | ------ | - | - | - | - | - | - | - | - | - | -- | -- | -- | ----- | -- | -- | -- | -- | ----- |
| Viswanathan Anand | 2791   | ½ | ½ | ½ | ½ | ½ | ½ | 0 | 1 | ½ | ½  | ½  | ½  | 6     | ½  | 1  | ½  | ½  | 8½    |
| Borís Guélfand    | 2727   | ½ | ½ | ½ | ½ | ½ | ½ | 1 | 0 | ½ | ½  | ½  | ½  | 6     | ½  | 0  | ½  | ½  | 7½    |

## Torneig de Candidats
El procés per a triar l'aspirant va patir nombrosos canvis i variacions. Un de molt important fou anunciat el 25 de novembre de 2008, quan es va anunciar que el previst matx a dos jugadors seria substituït per un Torneig de Candidats amb vuit jugadors. El canvi fou criticat per nombrosos jugadors i comentaristes, així com per l'Association of Chess Professionals. El juny de 2009, la FIDE va indicar que el format seria a matxs.
Originalment, la seu pretesa pels matxs de candidats era Bakú, però Levon Aronian va anunciar que ell no jugaria a l'Azerbaidjan i que per tant els matxs en què ell participés s'haurien de celebrar en algun altre país. Es va canviar la seu a Kazan, Rússia el juliol de 2010, tot i que amb el candidat azerbaitjanès, Xakhriar Mamediàrov, mantenint-se dins el torneig.
Vesselín Topàlov va anunciar que ell no jugaria a Rússia contra un adversari rus, degut als desagradables episodis que varen tenir lloc durant el matx de 2006 contra Vladímir Kràmnik.
El novembre de 2010, el llavors número 2 mundial Magnus Carlsen es va retirar del Torneig de Candidats tot criticant el procés de selecció com a no prou modern i transparent. Fou substituït per Aleksandr Grisxuk.
L'aspirant, l'israelià Borís Guélfand, és en negreta.
| Preclass. | Lloc                                                                                                  | Aspirant                                           | Elo Gen 2010 | Rànquing mundial Gener 2010 | Rànquing mundial Maig 2011 |
| --------- | --- | -------------------------------------------------- | ------------ | --------------------------- | -------------------------- |
| 1         | Perdedor del matx pel Campionat del món d'escacs de 2010                                              | Veselin Topalov Bulgària                           | 2805         | 2                           | 7                          |
| n/a       | El següent jugador amb millor rànquing mundial (mitjana dels rànquings de juliol 2009 i gener 2010))  | Magnus Carlsen Noruega (retirat)                   | 2810         | 1                           | 2                          |
| 2         | El segon següent jugador amb millor rànquing mundial (mitjana de ràtings de juliol 2009 i gener 2010) | Vladímir Kràmnik Rússia                            | 2788         | 4                           | 4                          |
| 3         | Guanyador del FIDE Grand Prix 2008–2010                                                               | Levon Aronian Armènia                              | 2781         | 5                           | 3                          |
| 4         | Guanyador de la Copa del Món d'escacs de 2009                                                         | Borís Guélfand Israel                              | 2761         | 6                           | 16                         |
| 5         | Nominat per l'organització                                                                            | Shakhriyar Mamedyarov Azerbaidjan                  | 2741         | 11                          | 9                          |
| 6         | Tercer classificat al FIDE Grand Prix 2008–2010                                                       | Aleksandr Grischuk Rússia (substitueix en Carlsen) | 2736         | 15                          | 12                         |
| 7         | Finalista del FIDE Grand Prix 2008–2010                                                               | Teimour Radjabov Azerbaidjan                       | 2733         | 16                          | 13                         |
| 8         | Perdedor de la Final de Candidats pel Campionat del món de 2010                                       | Gata Kamsky Estats Units                           | 2693         | 40                          | 18                         |

### Emparellaments i calendari
La FIDE va determinar que el perdedor del Campionat del món de 2010 (Vesselín Topàlov) era el núm. 1 i que la resta estaven preclassificats d'acord amb la Llista d'Elo de la FIDE de gener de 2010. La FIDE confirmà el matx el 7 de febrer de 2011: les partides es jugarien entre el 5 i el 25 de maig de 2011. Els desempats es dirimirien en una partida a 25 minuts, seguida per partides ràpides, i finalment, partides armageddon en cas necessari.
El calendari del torneig fou finalment el següent:
| - 05 maig – Partida 1, ronda 1 - 06 maig – Partida 2, ronda 1 - 07 maig – Partida 3, ronda 1 - 08 maig – Partida 4, ronda 1 - 09 maig – Desempats | - 12 maig – Partida 1, ronda 2 - 13 maig – Partida 2, ronda 2 - 14 maig – Partida 3, ronda 2 - 15 maig – Partida 4, ronda 2 - 16 maig – Desempats | - 19 maig – Partida 1, ronda 3 - 20 maig – Partida 2, ronda 3 - 21 maig – Partida 3, ronda 3 - 22 maig – Dia lliure - 23 maig – Partida 4, ronda 3 - 24 maig – Partida 5, ronda 3 - 25 maig – Partida 6, ronda 3 - 26 maig – Desempats / Cerimònia de cloenda |

### Quadre del torneig
Els desempats són entre parèntesis quan foren necessaris.
|  | Quarts de final (al millor de 4) | Quarts de final (al millor de 4) | Quarts de final (al millor de 4) |                   |       | Semifinals (al millor de 4) | Semifinals (al millor de 4) | Semifinals (al millor de 4) |  |  | Final (al millor de 6) | Final (al millor de 6) | Final (al millor de 6) |
|  |                                  |                                  |                                  |                   |       |                             |                             |                             |  |  |                        |                        |                        |
|  | 1                                | Vesselín Topàlov                 | 1½                               |                   |       |                             |                             |                             |  |  |                        |                        |                        |
|  | 8                                | Gata Kamsky                      | 2½                               |                   |       |                             |                             |                             |  |  |                        |                        |                        |
|  | 8                                | Gata Kamsky                      | 2½                               |                   |       | Gata Kamsky                 | 2(2)                        |                             |  |  |                        |                        |                        |
|  |                                  |                                  |                                  |                   |       | Gata Kamsky                 | 2(2)                        |                             |  |  |                        |                        |                        |
|  |                                  |                                  | Borís Guélfand                   | 2(4)              |       |                             |                             |                             |  |  |                        |                        |                        |
|  | 4                                | Borís Guélfand                   | Borís Guélfand                   | 2(4)              | 2½    |                             |                             |                             |  |  |                        |                        |                        |
|  | 4                                | Borís Guélfand                   |                                  |                   | 2½    |                             |                             |                             |  |  |                        |                        |                        |
|  | 5                                | Xakhriar Mamediàrov              | 1½                               |                   |       |                             |                             |                             |  |  |                        |                        |                        |
|  |                                  |                                  |                                  |                   |       |                             |                             |                             |  |  |                        | Borís Guélfand         | 3½                     |
|  |                                  |                                  |                                  | Aleksandr Grisxuk | 2½    |                             |                             |                             |  |  |                        |                        |                        |
|  | 3                                | Levon Aronian                    | 2(1½)                            |                   |       |                             |                             |                             |  |  |                        |                        |                        |
|  | 6                                | Aleksandr Grisxuk                | 2(2½)                            |                   |       |                             |                             |                             |  |  |                        |                        |                        |
|  | 6                                | Aleksandr Grisxuk                | 2(2½)                            |                   |       | Aleksandr Grisxuk           | 2(3½)                       |                             |  |  |                        |                        |                        |
|  |                                  |                                  |                                  |                   |       | Aleksandr Grisxuk           | 2(3½)                       |                             |  |  |                        |                        |                        |
|  |                                  |                                  | Vladímir Kràmnik                 | 2(2½)             |       |                             |                             |                             |  |  |                        |                        |                        |
|  | 2                                | Vladímir Kràmnik                 | Vladímir Kràmnik                 | 2(2½)             | 2(4½) |                             |                             |                             |  |  |                        |                        |                        |
|  | 2                                | Vladímir Kràmnik                 |                                  |                   | 2(4½) |                             |                             |                             |  |  |                        |                        |                        |
|  | 7                                | Teimur Radjàbov                  | 2(3½)                            |                   |       |                             |                             |                             |  |  |                        |                        |                        |

## Successió de les modificacions
El procediment per triar l'aspirant i la seu ha patit tota mena de canvis i controvèrsies:
- Febrer de 2007 - la FIDE anuncia inicialment que l'aspirant serà el guanyador de la Copa del Món d'escacs ("Proposta A").[58] Això generà protestes de banda d'alguns destacats Grans Mestres,[59][60] de manera que aquesta proposta fou ràpidament descartada.
- Juny de 2007 - El president de la FIDE Kirsan Iliumjínov anuncia una estructura que culminarà en un matx final entre dos candidats:
  - El primer pas serà el FIDE Grand Prix 2008–2010, una sèrie de torneigs en format grand prix entre vint-i-un jugadors d'elit, començant l'abril de 2008.
  - A les darreries de 2009, la FIDE organitzaria la Copa del Món d'escacs de 2009, una sèrie de mini-matxs per sistema k.o. amb un format similar al de la Copa del Món d'escacs de 2007 (128 jugadors, set rondes).
  - El 2010, se celebraria un Matx de Candidats a vuit partides entre el guanyador del FIDE Grand Prix 2008–2010 i el de la Copa del Món d'escacs de 2009.[61]
  - El guanyador del matx de candidats s'enfrontaria al Campió del món regnant en un matx a dotze partides el setembre de 2011.[62]
  - Començant amb aquest campionat de 2011 la FIDE planeja celebrar futurs Campionats del Món en un cicle de dos anys i amb el mateix format.[63][64]
- Febrer de 2008 - Aleksandr Morozévitx anuncia que boicoteja el Grand Prix, indicant que el procés és massa llarg, difícil de controlar, i desorganitzat. Demana que Viswanathan Anand, Vladimir Kràmnik i Vesselín Topàlov boicotegin també el procés.[65]
- Març de 2008 - S'anuncia el quadre pel Grand Prix. Els quatre millors jugadors mundials del moment (Kràmnik, Anand, Topalov, Morozévitx) no hi participen; d'altres jugadors candidats que no hi participaren foren Aleksei Xírov i Judit Polgár. The Week in Chess va publicar que en Kràmnik i en Topalov no hi participaven perquè no hi havia prou premis en metal·lic.[66]
- Abril–Maig de 2008 - El primer torneig del Grand Prix se celebra a Bakú, Azerbaidjan.
- Juliol–Agost de 2008 - El segon torneig del Grand Prix se celebra a Sotxi, Rússia.
- 23 de novembre de 2008 - Qatar, que s'havia previst com a seu del tercer torneig del Grand Prix que començaria el 13 de desembre, es retira com a seu, i és substituïda per Elistà, Rússia.
- 25 de novembre de 2008 - Iliumjínov anuncia una nova estructura (el Torneig de Candidats a vuit jugadors descrit més amunt, en lloc d'un Matx de Candidats a dos jugadors).[67]
- 26 de novembre de 2008 - Els canvis són ratificats l'endemà pel Congrés de la FIDE.[68]
- 5 de desembre de 2008 - Magnus Carlsen es retira del FIDE Grand Prix 2008–2010 en protesta pels canvis produïts durant el cicle. Argumenta que els jugadors del Grand Prix es veuen perjudicats, ja que ara el guanyador es classifica per un torneig a vuit jugadors, mentre que abans ho feia per un Matx de Candidats a dos jugadors.[69]
- 6 de desembre de 2008 - Levon Aronian emet una carta oberta de protesta, però no abandona el Grand Prix.[70]
- 11 de desembre de 2008 - Michael Adams abandona el Grand Prix per raons similars a les de Carlsen.[71]
- 13 de desembre de 2008 - El tercer torneig del Grand Prix comença a Elistà, amb un cert nombre de canvis en la llista de jugadors (vegeu FIDE Grand Prix 2008–2010).
- 15 de desembre de 2008 - Iliumjínov anuncia que ambdós esdeveniments tindran lloc (el matx de Candidats a dos jugadors i el Torneig de Candidats a vuit jugadors), a expenses d'una decisió final sobre l'estructura que tindrà lloc el març de 2009.[72]
- 16 de desembre de 2008 - L'Association of Chess Professionals objecta contra el canvi, dient, "El sistema pel Campionat del Món no pot ésser modificat un cop el cicle s'ha iniciat."[73]
- 11 de febrer de 2009 - La Universal Event Promotion (UEP), l'empresa que havia organitzat el matx pel Campionat del món d'escacs de 2008, presenta una oferta per hostatjar el Torneig de Candidats com una sèrie de matxs.[74]
- 9 de març de 2009 - La FIDE accepta la proposta de l'UEP, confirmant que hi hauria un Torneig de Candidats a vuit jugados. No es fa cap menció a un Matx final de Candidats. Hi ha també un subtil canvi pel que fa a la classificació pel Torneig de Candidats: dos jugadors (en lloc d'un) sortirien de les llistes d'Elo, i el campió de la World Chess Cup 2009 es classificaria, però no així el finalista.[75]
- 22 de juny de 2009 - La FIDE anuncia les regles pel Torneig de Candidats a vuit jugadors, indicant que serà organitzat en sèries de matxs curts.[41]
- Octubre de 2009 - Es publica que els matxs de Candidats se celebraran a l'Azerbaidjan, però que els matxs en què hi participi l'armeni Levon Aronian se celebraran en algun altre lloc; i que els matxs es jugaran entre finals de 2010 i començaments de 2011.[42]
- 20 d'octubre de 2009 - La Direcció Executiva de la FIDE dona una opció a Londres per organitzar l'esdeveniment, i anuncia que només obrirà un procediment a concurs si Londres no accepta.
- 20 d'abril de 2010 - Londres confirma la seva opció per organtizar el Campionat del món de 2012.[10]
- 26 de juliol de 2010 - La presidència de la FIDE a Tromso, Noruega, decideix moure la seu dels matxs de Candidats des de l'Azerbaidjan a Kazan, Rússia, mantenint intacta la posició de Mamedyarov (convidat de l'organització). Si Topalov refusa de jugar a Kazan, Aleksandr Grisxuk, que fou tercer al FIDE Grand Prix, ocuparà el seu lloc.[43]
- 28 de juliol de 2010 - Després de conèixer la intenció de la FIDE de substituir-lo per en Grischuk si refusés de jugar, en Topalov es fa enrere de la seva intenció de no jugar a Rússia, i diu que sí que participarà a Kazan.[76]
- 29 de juliol de 2010 - Topalov (a través del seu representant) indica que refusaria de jugar contra qualsevol rus a Kazan; això teòricament només podria passar a la final de Candidats, ja que els únics russos participants en el torneig, Kràmnik i Grischuk, eren a la part baixa del quadre, mentre que en Topalov jugava a la part alta; en el moment de fer aquesta afirmació, en Kràmnik era l'únic rus participant.[77]
- 5 de novembre de 2010 - Magnus Carlsen decideix no prendre part en els matxs de Candidats.[45]
- 10 de novembre de 2010 - La FIDE anuncia que en Grischuk substituirà en Carlsen. Qualsevol altra retirada serà substituïda per Dmitri Iakovenko, el quart classificat al FIDE Grand Prix.
- 3 de febrer de 2011 - Londres retira la seva candidatura pel Campionat del món de 2012.[78]
- 28 de juny de 2011 - Moscou confirma la seva candidatura.[13]
- 13 de juliol de 2011 - Chennai presenta la seva candidatura per hostatjar el Campionat del món de 2012.[79]
- 9 d'agost de 2011 - Skolkovo, a prop de Moscou, és triada com a seu pel Campionat del món de 2012.[80]
- 26 de novembre de 2011 - El Campionat del món és reallotjat, a Moscou, a la Galeria Tretyakov.[81]
- 20 de febrer de 2012 - Se signa un acord organitzatiu entre la Federació Russa d'Escacs i la Galeria Tretyakov[82]